# مرگ‌ها در ۲۰۲۲
|  |

این نوشتار فهرستی از افراد سرشناس است که در سال ۲۰۲۲ میلادی درگذشته‌اند.
- در هر عنوان به‌ترتیب نام شخص، سن، دلیل سرشناسی، ملیت، علت مرگ، و منبع آمده‌است.

## ژانویه
مرگ‌ها در ژانویه ۲۰۲۲ آنچه در پی می‌آید فهرستی از افراد سرشناس است که در ژانویه ۲۰۲۲ درگذشته‌اند.

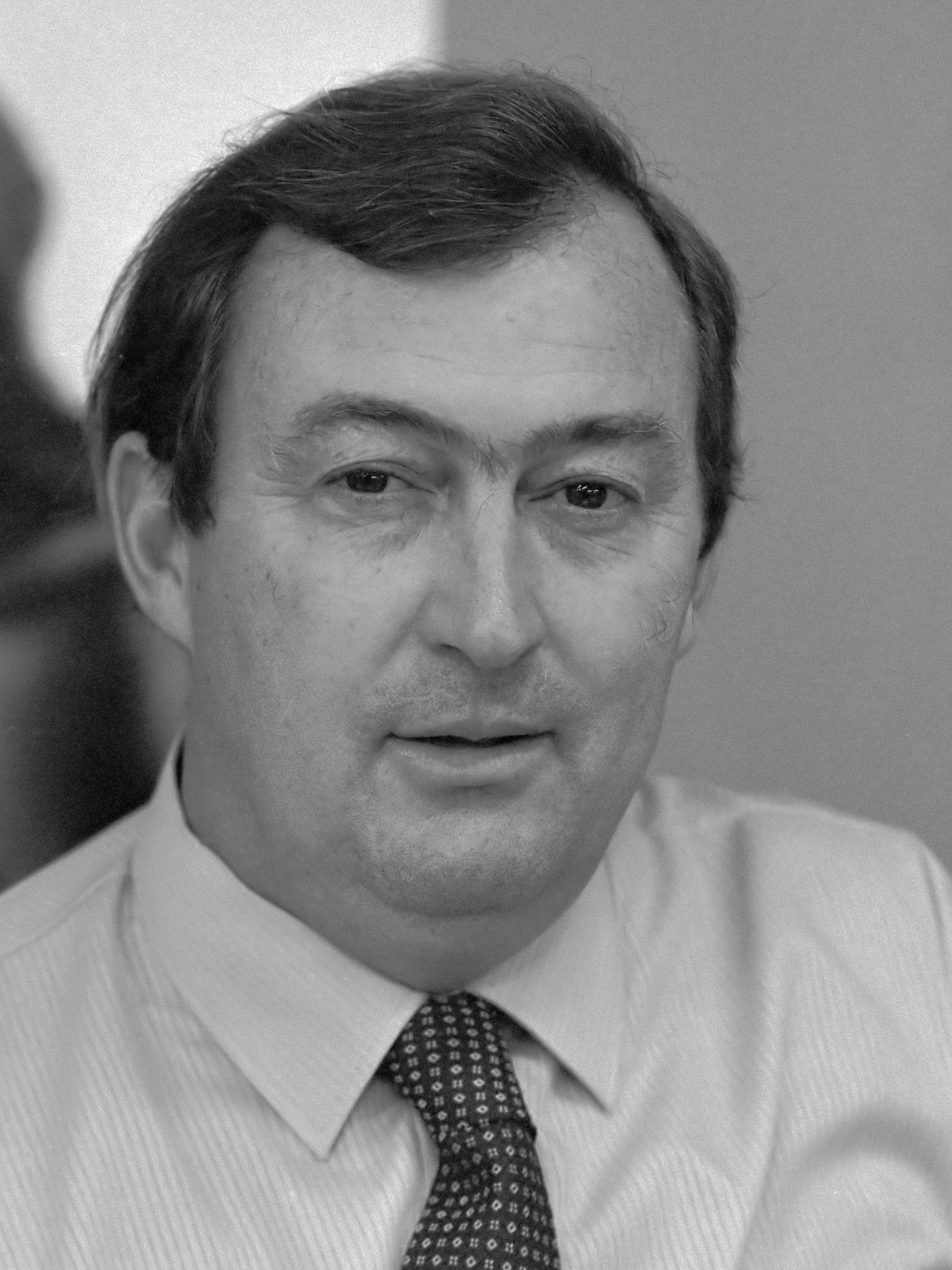
ریچارد لیکی

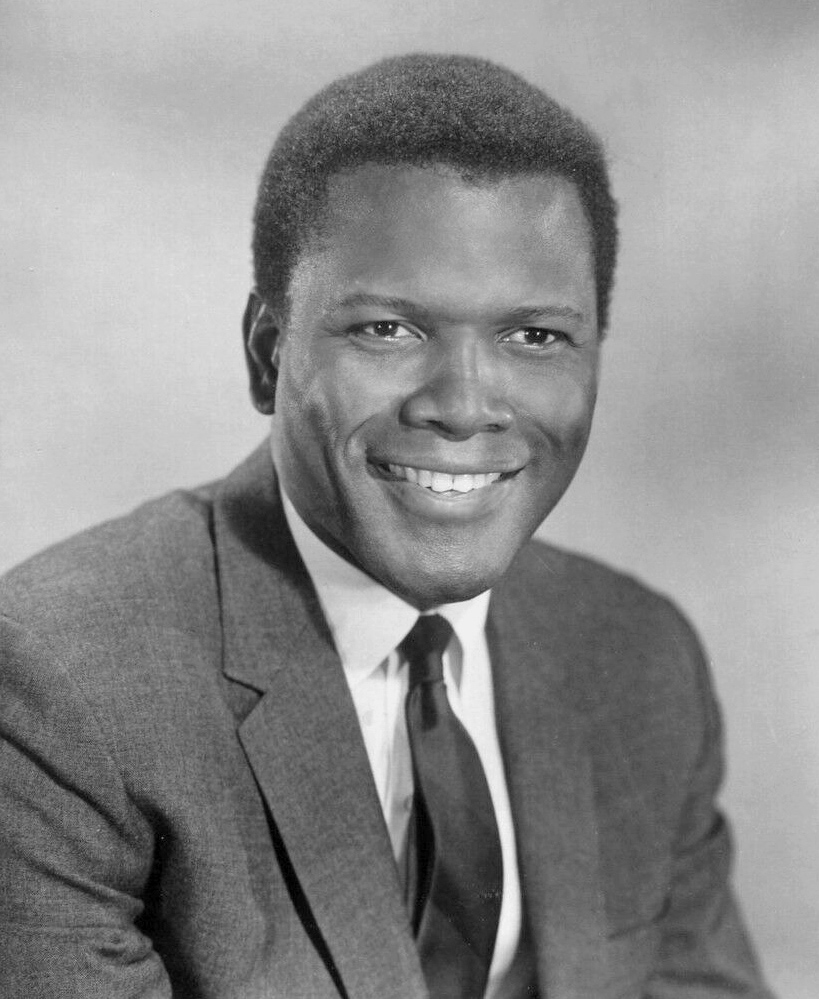
سیدنی پوآتیه

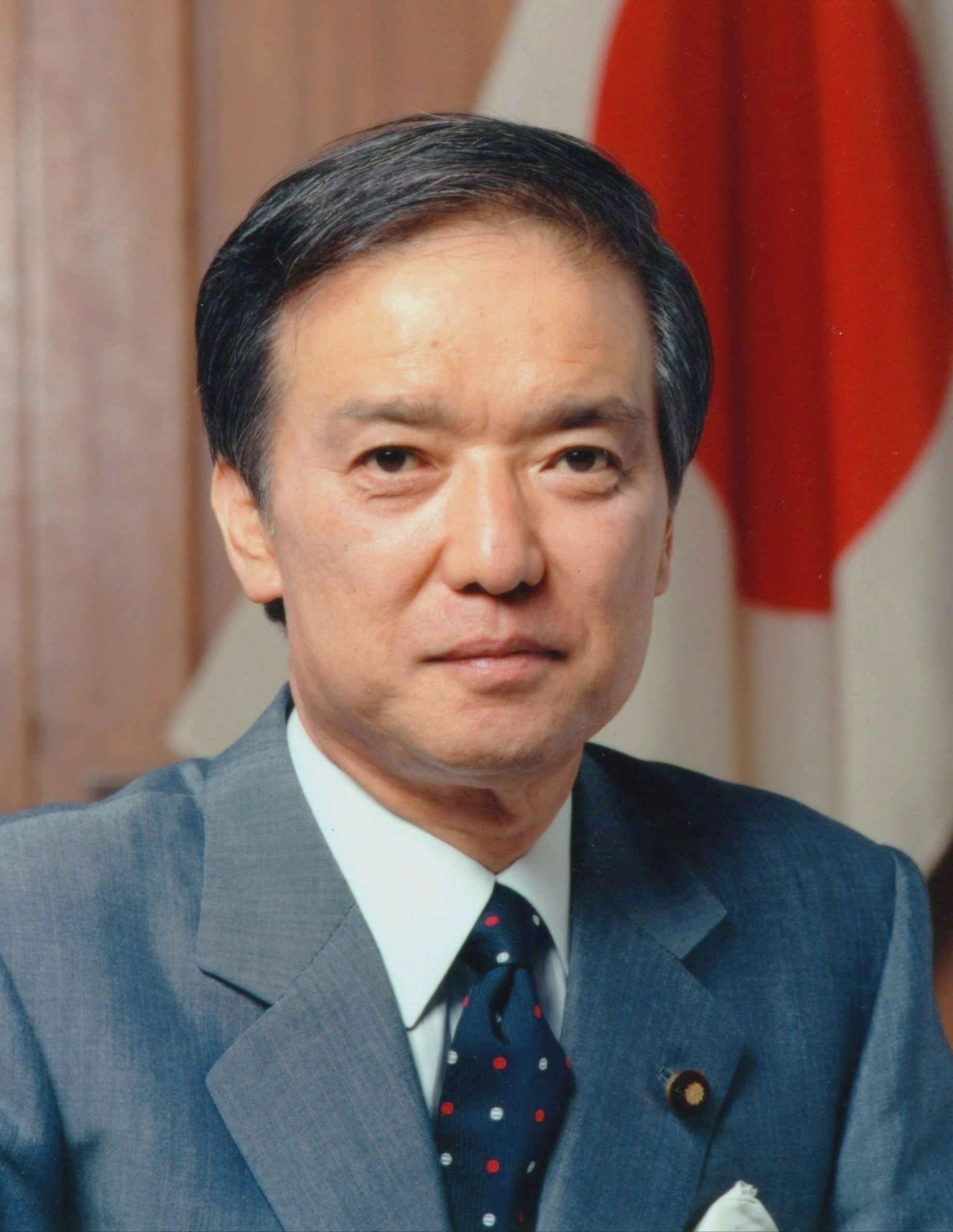
توشیکی کایفو

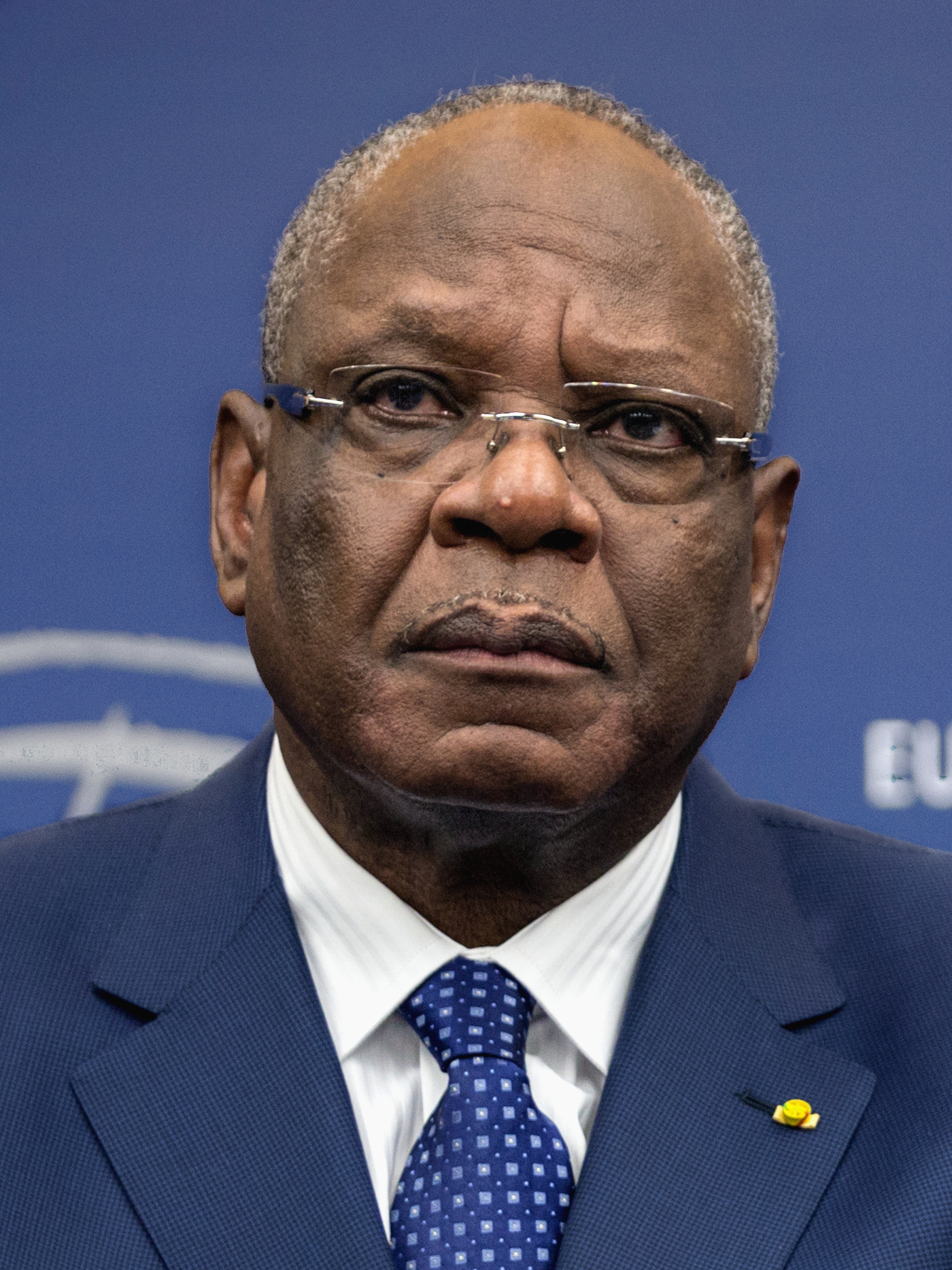
ابراهیم ابوبکر کیتا

### ۱
- آندریاس کونز، ۷۵، ورزشکار نوردیک ترکیبی اهل آلمان.[۱]

### ۲
- اریک والتر الست، ۸۵، ستاره‌شناس اهل بلژیک.[۲]
- ریچارد لیکی، ۷۷، دیرین‌مردم‌شناسی، محافظه‌کار و سیاستمدار و مؤسس حزب صفینا اهل کنیا.[۳]

### ۳
- جانی چلاتی، ۸۴، نویسنده، مترجم و منتقد ادبی اهل ایتالیا.[۴]
- ویکتور سانیف، ۷۶، ورزشکار رشتهٔ پرش سه‌گام و قهرمان المپیک (۱۹۶۸، ۱۹۷۲، ۱۹۷۶) اهل گرجستان.[۵]
- ماریو لانفرانکی، ۹۴، کارگردان فیلم، بازیگر، فیلم‌نامه‌نویس، تهیه‌کننده فیلم و تهیه‌کننده تلویزیونی اهل ایتالیا.[۶]
- کمال لموی، ۸۲، بازیکن فوتبال اهل الجزایر.[۷]

### ۴
- رولف-دیتر آمند، ۷۲، قایقران کانو اهل آلمان.[۸]
- جوآن کاپلند، ۹۹، هنرپیشه و بازیگر سینما اهل ایالات متحده آمریکا.[۹]
- آناتولی کوکسوف، ۷۲، بازیکن فوتبال اهل اتحاد جماهیر شوروی سوسیالیستی.[۱۰]

### ۵
- جرج روسی، ۶۰، بازیگر اهل بریتانیا.[۱۱]
- کیم می-سو، ۲۹، بازیگر اهل کره جنوبی.[۱۲]
- آناتول نوواک، ۸۴، دوچرخه‌سوار اهل فرانسه.[۱۳]

### ۶
- پیتر باگدانوویچ، ۸۲، هنرپیشه، کارگردان و فیلم‌نامه‌نویس اهل ایالات متحده آمریکا.[۱۴]
- سیدنی پوآتیه، ۹۴، بازیگر، کارگردان فیلم و سفیر باهامایی-آمریکایی[۱۵]
- گلوریا پیه‌دیمونته، ۶۶، خواننده و هنرپیشه اهل ایتالیا.[۱۶]
- باب فالکنبورگ، ۹۵، تنیس‌باز اهل ایالات متحده آمریکا.[۱۷]
- ماریانو لائورنتی، ۹۲، کارگردان فیلم اهل ایتالیا.[۱۸]

### ۷
- ایبرهارد زایدلر، ۹۵، معمار اهل آلمان.[۱۹]
- مارک فورست، ۸۹، هنرپیشه اهل ایالات متحده آمریکا.[۲۰]

### ۸
- بکتاش آبتین، ۴۸، فیلمساز|شاعر و نویسنده اهل ایران.[۲۱]
- مرلین برگمن، ۹۳، موسیقی‌دان اهل ایالات متحده آمریکا.[۲۲]
- نینا راچوا، ۷۳، اسکی‌باز صحرانوردی اهل اتحاد جماهیر شوروی سوسیالیستی.[۲۳]
- مایکل لنگ، ۷۷، تهیه‌کننده موسیقی اهل ایالات متحده آمریکا.[۲۴]
- ویکتور مازین، ۶۷، وزنه‌بردار اهل شوروی.[۲۵]

### ۹
- آکیرا اینوئه، ۹۳، کارگردان اهل ژاپن.[۲۶]
- دزموند ده سیلوا، ۷۷، خواننده اهل سری لانکا.[۲۷]
- باب سگت، ۶۵، استندآپ کمدین، بازیگر و مجری تلویزیونی اهل ایالات متحده آمریکا.[۲۸]
- فرانکو کاوالو، ۸۹، قایقران قایق بادبانی اهل ایتالیا.[۲۹]
- توشیکی کایفو، ۹۱، سیاست‌مدار اهل ژاپن، نخست‌وزیر (۱۹۸۹–۱۹۹۱).[۳۰]
- عبدالکریم کروم، ۸۵، بازیکن فوتبال اهل الجزایر.[۳۱]
- دواین هیکمن، ۸۷، بازیگر و مجری تلویزیون، تهیه‌کننده و کارگردان اهل ایالات متحده آمریکا.[۳۲]

### ۱۰
- هربرت آخترنبوش، ۸۳، کارگردان فیلم، نویسنده، فیلم‌نامه‌نویس، شاعر، هنرپیشه، نقاش و نمایشنامه‌نویس اهل آلمان.[۳۳]
- رابرت آلن آکرمن، ۷۷، کارگردان فیلم اهل ایالات متحده آمریکا.[۳۴]
- ولادیمیر دولگوف، ۶۱، شناگر اهل اتحاد جماهیر شوروی سوسیالیستی.[۳۵]
- رابرت درست، ۷۸، کارآفرین اهل ایالات متحده آمریکا.[۳۶]
- دیون لندور، ۲۹، دونده اهل ترینیداد و توباگو.[۳۷]

### ۱۱
- آناتولی آلیابیف، ۷۰، ورزشکار دوگانه اهل روسیه.[۳۸]
- رازمیک داوویان، ۸۱، شاعر و روزنامه‌نگار اهل ارمنستان.[۳۹]
- ژردی ساباتس، ۷۳، موسیقی‌دان، آهنگ‌ساز، نوازنده پیانو و تنظیم‌کننده موسیقی اهل اسپانیا.[۴۰]
- دیوید ساسولی، ۶۵، سیاست‌مدار اهل ایتالیا.[۴۱]
- ارنست شونکان، ۸۵، سیاست‌مدار اهل نیجریه، رئیس‌جمهور (۱۹۹۳).[۴۲]

### ۱۲
- رانی اسپکتور، ۷۸، خوانندهٔ اهل ایالات متحده آمریکا.[۴۳]
- ایرج پزشک‌زاد، ۹۴، نویسنده و طنزپرداز اهل ایران.[۴۴]
- اورت لی، ۱۰۵، موسیقی‌دان اهل ایالات متحده آمریکا.[۴۵]

### ۱۳
- ژان-ژاک بنکس، ۷۵، کارگردان فیلم اهل فرانسه.[۴۶]
- ورنر دلمس، ۹۱، بازیکن هاکی روی چمن اهل آلمان.[۴۷]
- فرد فان هوفه، ۸۴، موسیقی‌دان سبک جاز اهل بلژیک.[۴۸]
- رائول ویلچس، ۶۷، بازیکن والیبال اهل کوبا.[۴۹]

### ۱۴
- ریکاردو بوفیل، ۸۲، معمار اهل اسپانیا.[۵۰]
- آنجلو جیلاردینو، ۸۰، موسیقیدان و نوازنده گیتار کلاسیک و آهنگساز اهل ایتالیا.[۵۱]
- جاسانت سینگ، ۹۰، بازیکن هاکی روی چمن اهل هند.[۵۲]

### ۱۵
- نینو چروتی، ۹۱، کارآفرین و طراح مد اهل ایتالیا.[۵۳]
- ناظم حسین صدیقی، ۸۱، قاضی اهل پاکستان.[۵۴]
- حسین والامنش، ۷۲، نقاش و تندیس‌گر ایرانی-استرالیایی.[۵۵]

### ۱۶
- ابراهیم ابوبکر کیتا، ۷۶، سیاست‌مدار اهل مالی، رئیس‌جمهور (۲۰۱۳–۲۰۲۰).[۵۶]

### ۱۷
- ایوت میمی‌یو، ۸۰، هنرپیشه اهل ایالات متحده آمریکا.[۵۷]
- میشل سوبور، ۸۶، هنرپیشه اهل فرانسه.[۵۸]

### ۱۸
- فرانسیسکو خنتو، ۸۸، بازیکن فوتبال اهل اسپانیا.[۵۹]
- دیوید کاکس، ۹۷، آماردان اهل انگلستان.[۶۰]
- آناتولی نویکوف، ۷۵، جودوکار اهل اتحاد جماهیر شوروی سوسیالیستی.[۶۱]
- لوسیا هریس، ۶۶، بازیکن بسکتبال اهل ایالات متحده آمریکا.[۶۲]

### ۱۹
- گاسپار اولیل، ۳۷، بازیگر اهل فرانسه.[۵۹]
- هانس-یورگن دورنر، ۷۰، بازیکن فوتبال اهل آلمان شرقی.[۶۳]
- دانیل لئونارد دوورسکی، ۹۴، معمار، بازیکن فوتبال و کشتی‌گیر اهل ایالات متحده آمریکا.[۶۴]
- هاردی کروگر، ۹۳، هنرپیشه اهل آلمان.[۶۵]
- باب گولبی، ۹۲، گلف‌باز اهل ایالات متحده آمریکا.[۶۶]
- آنتونینا گیریچ، ۸۲، هنرپیشه اهل لهستان.[۶۷]

### ۲۰
- هیدئو اونچی، ۸۸، کارگردان اهل ژاپن.[۶۸]
- گرنوت بومه، ۸۵، فیلسوف و متفکر اهل آلمان.[۶۹]
- هایدی بیبل، ۸۰، اسکی‌باز آلپاین اهل آلمان.[۷۰]
- بنجامین کوگو، ۷۷، ورزشکار دو و میدانی اهل کنیا.[۷۱]
- میت لوف، ۷۴، هنرپیشه، آهنگساز و خوانندهٔ راک اهل ایالات متحده آمریکا.[۷۲]
- کامیلو میلی، ۹۲، بازیگر اهل ایتالیا.[۷۳]

### ۲۱
- لویی اندرسون، ۶۸، هنرپیشه، کمدین، مجری مسابقات تلویزیونی و پدیدآور اهل ایالات متحده آمریکا.[۷۴]
- جیمز فوربس، ۶۹، بازیکن بسکتبال اهل ایالات متحده آمریکا.[۷۵]
- فرانچسکو پائولو فولچی، ۹۰، دیپلمات اهل ایتالیا.[۷۶]
- مارسل مورون، ۹۲، بازیکن فوتبال اهل سوئیس.[۷۷]

### ۲۲
- تیک نات هان، ۹۵، راهب بودایی، نویسنده و فعال صلح اهل ویتنام.[۷۸]

### ۲۳
- رناتو چکتو، ۷۰، بازیگر، صداپیشه و مدیر دوبلاژ اهل ایتالیا.[۷۹]
- باربارا کرافتوونا، ۹۳، هنرپیشه اهل لهستان.[۸۰]
- کتو لوسابریدزه، ۷۲، کماندار گرجی‌تبار اهل اتحاد جماهیر شوروی سوسیالیستی.[۸۱]
- تیری ماگلر، ۷۳، طراح مد اهل فرانسه.[۸۲]

### ۲۴
- سیلوستر چولانی، ۵۱، ژیمناست اهل مجارستان.[۸۳]
- فاطما گیریک، ۷۹، بازیگر و سیاستمدار اهل ترکیه.[۸۴]

### ۲۵
- ویم جنسن، ۷۵، بازیکن فوتبال اهل هلند.[۸۵]
- اتیکا کورو، ۹۲، هنرپیشه اهل فرانسه.[۸۶]

### ۲۶
- ارنست استانکوفسکی، ۹۳، بازیگر اهل اتریش.[۸۷]
- آگوستو سیکاره، ۸۴، مخترع، مهندس و طراح صنایع هوایی اهل آرژانتین.[۸۸]

### ۲۷
- کارل اشپیس، ۹۰، تهیه‌کننده فیلم اهل اتریش.[۸۹]
- رنه د اوبالدیا، ۱۰۳، نمایش‌نامه‌نویس، شاعر و نویسنده اهل فرانسه.[۹۰]
- چارانجیت سینگ، ۹۰، بازیکن هاکی روی چمن اهل هند.[۹۱]
- محمدعلی فرخیان، ۸۶، کشتی‌گیر اهل ایران.[۹۲]

### ۲۸
- هایدماری کخ، ۷۸، ایران‌شناس اهل آلمان.[۹۳]
- هانس-پتر لانیش، ۸۶، اسکی‌باز آلپاین اهل آلمان.[۹۴]

### ۲۹
- برنار کیلفن، ۷۲، دوچرخه‌سوار اهل فرانسه.[۹۵]
- هاورد هسمن، ۸۱، هنرپیشه اهل ایالات متحده آمریکا.[۹۶]

### ۳۰
- فرانس آرنهاوتس، ۸۴، دوچرخه‌سوار اهل بلژیک.[۹۷]
- چسلی کریست، ۳۰، مدل و وکیل اهل ایالات متحده آمریکا.[۹۸]
- لئونید کوراولیوف، ۸۵، هنرپیشه اهل روسیه.[۹۹]
- رابرت وال، ۸۲، هنرپیشه اهل ایالات متحده آمریکا.[۱۰۰]

### ۳۱
- پی‌یر بلون، ۹۲، کارآفرین و مدیر ارشد اجرایی اهل فرانسه.[۱۰۱]
- رکس کاولی، ۸۱، دونده اهل ایالات متحده آمریکا.[۱۰۲]
- وولدماراس نوویسکیس، ۶۵، بازیکن هندبال لیتوانیایی‌تبار اهل شوروی.[۱۰۳]

## فوریه
مرگ‌ها در فوریه ۲۰۲۲ آنچه در پی می‌آید فهرست افراد سرشناسی است که در فوریه ۲۰۲۲ درگذشته‌اند.

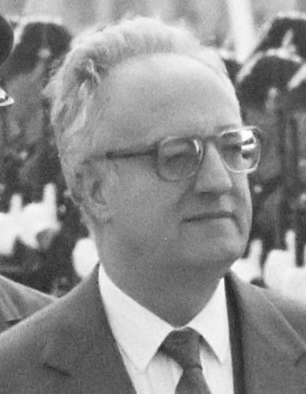
کریستوس سارتزتاکیس

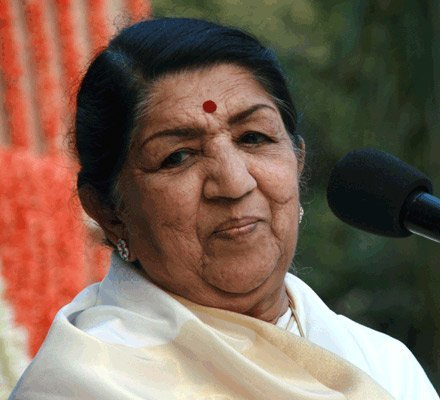
لتا منگیشکر

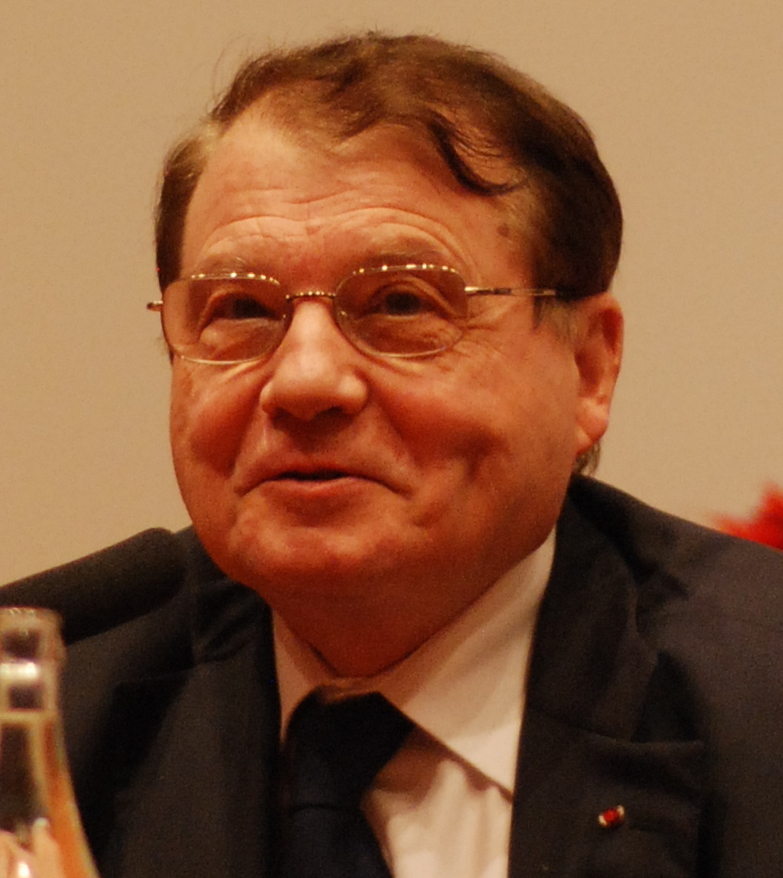
لوک مونتانیه

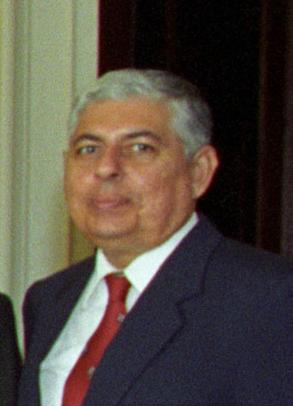
مانوئل اسکوئیول

### ۱
- شینتارو ایشیهارا، ۸۹، سیاستمدار و نویسنده اهل ژاپن.[۱۰۴]
- ولفگانگ شوانیتس، ۹۱، سیاستمدار اهل آلمان.[۱۰۵]
- لطف‌الله صافی گلپایگانی، ۱۰۲، فقیه، مجتهد و مرجع تقلید اهل ایران.[۱۰۶]
- پائولو گراتسیوزی، ۸۲، بازیگر سینما و تئاتر اهل ایتالیا.[۱۰۷]

### ۲
- آلبرتو به‌یر، ۹۰، کارآفرین، سرمایه‌دار و مدیر ارشد اجرایی اهل مکزیک.[۱۰۸]
- اد فورمن، ۸۸، سیاستمدار اهل ایالات متحده آمریکا.[۱۰۹]
- مونیکا ویتی، ۹۰، بازیگر اهل ایتالیا.[۱۱۰]

### ۳
- باب پراکتور، ۸۷، نویسنده اهل کانادا.[۱۱۱]
- کریستوس سارتزتاکیس، ۹۲، سیاست‌مدار اهل یونان، رئیس‌جمهور (۱۹۸۵–۱۹۹۰).[۱۱۲]
- ابوابراهیم هاشمی قرشی، ۴۵، خلیفه دولت اسلامی عراق و شام.[۱۱۳]
- دیتر مان، ۸۰، هنرپیشه، کارگردان، تهیه‌کننده و مجری رادیویی اهل آلمان.[۱۱۴]

### ۴
- اشلی برایان، ۹۸، نویسنده و تصویرگر اهل ایالات متحده آمریکا.[۱۱۵]

### ۵
- مونا حیدری، ۱۷، قربانی قتل ناموسی اهل ایران.[۱۱۶]
- بوریس ملنیکوف، ۸۳، شمشیرباز اهل اتحاد جماهیر شوروی سوسیالیستی.[۱۱۷]

### ۶
- ریسزرد کوبیاک، ۷۱، قایقران روئینگ اهل لهستان.[۱۱۸]
- عبدالمالک علی مسعود، ۶۶، بازیکن فوتبال اهل الجزایر.[۱۱۹]
- لتا منگیشکر، ۹۲، خواننده اهل هند.[۱۲۰]
- هانس نوینفلس، ۸۰، نویسنده، شاعر، لیبرتو، تهیه‌کننده فیلم و کارگردان نمایش اهل آلمان.[۱۲۱]

### ۷
- داگلاس ترامبل، ۷۹، تهیه‌کننده، کارگردان، و ناظر جلوه‌های ویژه اهل ایالات متحدهٔ آمریکا.[۱۲۲]
- ژاک کالون، ۹۱، آهنگساز، هنرپیشه، نویسنده و نقاش اهل بلژیک.[۱۲۳]
- مارگاریتا لوسانو، ۹۰، هنرپیشه اهل اسپانیا.[۱۲۴]
- زبیگنیف نامیسووسکی، ۸۲، آهنگساز و نوازندهٔ سبک جاز اهل لهستان.[۱۲۵]

### ۸
- جکی رابینسون، ۹۴، بازیکن بسکتبال اهل ایالات متحدهٔ آمریکا.[۱۲۶]
- آزیتا راجی، ۶۰، دیپلمات و بانکدار ایرانی-آمریکایی.[۱۲۷]
- بیل لیندهارد، ۹۲، بازیکن بسکتبال اهل ایالات متحده آمریکا.[۱۲۸]
- لوک مونتانیه، ۸۹، ویروس‌شناس اهل فرانسه، برنده نوبل (۲۰۰۸).[۱۲۹]

### ۹
- آندره ویلم، ۷۴، هنرپیشه اهل فرانسه.[۱۳۰]

### ۱۰
- مانوئل اسکوئیول، ۸۱، سیاست‌مدار اهل بلیز، نخست‌وزیر (۱۹۸۴–۱۹۸۹، ۱۹۹۳–۱۹۹۸).[۱۳۱]
- استفان زیوتکو، ۱۰۲، مربی فوتبال اهل لهستان.[۱۳۲]
- جان وسلی، ۹۳، نقاش اهل ایالات متحده آمریکا.[۱۳۳]
- دووال هکت، ۹۱، قایقران روئینگ اهل ایالات متحده آمریکا.[۱۳۴]

### ۱۱
- لوئیز ریبیرو پینتو نتو، ۷۵، مربی فوتبال اهل برزیل.[۱۳۵]
- راوی تاندون، ۸۶، کارگردان اهل هند.[۱۳۶]

### ۱۲
- راهول باجاج، ۸۳، کارآفرین، سرمایه‌دار و سیاستمدار اهل هندوستان.[۱۳۷]
- ایوان رایتمن، ۷۵، تهیه‌کننده و کارگردان متولد چکسلواکی اهل کانادا.[۱۳۸]
- بریل ورتیو، ۹۰، تهیه‌کننده تلویزیونی و سرمایه‌دار رسانه‌ای اهل بریتانیا.[۱۳۹]

### ۱۳
- انتسو روبوتی، ۸۸، بازیگر اهل ایتالیا.[۱۴۰]

### ۱۴
- ژلیکو میاچ، ۶۸، بازیکن و مربی فوتبال اهل کرواسی.[۱۴۱]

### ۱۵
- پاتریک جی ارورکه، ۷۴، روزنامه‌نگار و نویسنده اهل ایالات متحده آمریکا.[۱۴۲]
- یوزف زاپنجکی، ۹۲، تیرانداز اهل لهستان.[۱۴۳]
- باپی لاهیری، ۶۹، آهنگساز، خواننده و بازیگر اهل هند.[۱۴۴]
- دومینیک مارکا، ۱۰۱، بازیگر اهل فرانسه.[۱۴۵]

### ۱۶
- اسماعیل جبارزاده، ۶۱، سیاستمدار اهل ایران.[۱۴۶]
- اندره لوپاتف، ۶۴، بازیکن بسکتبال اهل اتحاد جماهیر شوروی سوسیالیستی.[۱۴۷]

### ۱۷
- دیوید برنر، ۵۹، تدوین‌گر اهل ایالات متحده آمریکا.[۱۴۸]
- استیو بورتنشاو، ۸۶، بازیکن فوتبال اهل بریتانیا.[۱۴۹]
- لوون چائوشیان، ۷۵، آهنگساز اهل ارمنستان.[۱۵۰]
- فائوستو چیلیانو، ۸۵، خواننده و هنرپیشه اهل ایتالیا.[۱۵۱]
- جوزپه روس، ۷۹، بوکسور اهل ایتالیا.[۱۵۲]
- راجر سیوری، ۹۷، ایران‌شناس اهل بریتانیا.[۱۵۳]
- آندره مسلیس، ۹۱، دوچرخه‌سوار اهل بلژیک.[۱۵۴]
- احمد مصطفی، ۸۱، بازیکن فوتبال اهل مصر.[۱۵۵]

### ۱۹
- دن گراهام، ۷۹، هنرمند، مجسمه‌ساز، معمار، روزنامه‌نگار و عکاس اهل ایالات متحده آمریکا.[۱۵۶]
- کاکوچی میمورا، ۹۰، بازیکن فوتبال اهل ژاپن.[۱۵۷]

### ۲۰
- جونی جیمز، ۹۱، موسیقی‌دان اهل ایالات متحده آمریکا.[۱۵۸]
- الکساندر سیدورنکو، ۶۱، شناگر اهل اوکراین.[۱۵۹]
- سامی کلارک، ۷۳، خواننده و نوازنده اهل لبنان.[۱۶۰]

### ۲۱
- جان امری، ۹۰، ورزشکار بابسلد اهل کانادا.[۱۶۱]
- عبدالواحد، ۸۵، بازیکن هاکی روی چمن اهل پاکستان.[۱۶۲]
- پل فارمر، ۶۲، پزشک و انسان‌شناس پزشکی اهل ایالات متحده آمریکا.[۱۶۳]

### ۲۲
- جودیت لین پیپر، ۸۱، اخترفیزیک‌دان اهل ایالات متحده آمریکا.[۱۶۴]
- کی.پی.ای.سی. لالیتا، ۷۴، هنرپیشه اهل هند.[۱۶۵]
- مارک لنگن، ۵۷، ترانه‌سرا و موسیقی‌دان راک اهل ایالات متحده آمریکا.[۱۶۶]

### ۲۳
- ادموند کیلی، ۹۴، زبان‌شناس و مترجم اهل سوریه.[۱۶۷]

### ۲۴
- دمیتری دبلکا، ۴۶، کشتی‌گیر اهل بلاروس.[۱۶۸]
- ایوانکا کریستووا، ۸۰، پرتاب‌گر وزنه اهل بلغارستان.[۱۶۹]
- سالی کلرمن، ۸۴، هنرپیشه و خواننده اهل ایالات متحده آمریکا.[۱۷۰]
- جان لندی، ۹۱، دونده اهل استرالیا.[۱۷۱]
- کاثلین نورد، ۵۶، شناگر اهل آلمان.[۱۷۲]
- گری نورث، ۸۰، نویسنده اهل ایالات متحده آمریکا.[۱۷۳]
- ویتالی شاکون، ۲۵، فرد نظامی اهل اوکراین.[۱۷۴]

### ۲۵
- الکساندر اوکسانچنکو، ۵۳، خلبان جنگنده اهل اوکراین.[۱۷۵]
- فارا فورک، ۵۴، بازیگر اهل ایالات متحده آمریکا.[۱۷۶]
- لورل گودوین، ۷۹، هنرپیشه اهل ایالات متحده آمریکا.[۱۷۷]
- شرلی هیوز، ۹۴، نویسنده و تصویرگر ادبیات کودک و نوجوان اهل انگلستان.[۱۷۸]

### ۲۶
- دنی اونگایس، ۷۹، راننده مسابقات اتومبیل‌رانی اهل ایالات متحده آمریکا.[۱۷۹]

### ۲۷
- ایچیرو آبه، ۹۹، جودوکار اهل ژاپن.[۱۸۰]
- ند ایزنبرگ، ۶۵، بازیگر اهل ایالات متحده آمریکا.[۱۸۱]
- ورونیکا کارلسون، ۷۷، بازیگر و مدل اهل انگلستان.[۱۸۲]
- منوچهر وثوق، ۷۸، بازیگر اهل ایران.[۱۸۳]
- هانا هاوریلت، ۶۳، آهنگساز اهل اوکراین.[۱۸۴]

### ۲۸
- ابو زید دورده، ۷۷، سیاست‌مدار اهل لیبی، نخست‌وزیر (۱۹۹۰–۱۹۹۴).[۱۸۵]
- کیم جانگ جو، ۵۴، کارآفرین، سرمایه‌دار و مدیر ارشد اجرایی اهل کره جنوبی.[۱۸۶]
- آندری سوخووتسکی، ۴۷، ژنرال اهل روسیه.[۱۸۷]

## مارس
مرگ‌ها در مارس ۲۰۲۲ آنچه در پی می‌آید فهرست افراد سرشناسی است که در مارس ۲۰۲۲ درگذشته‌اند.

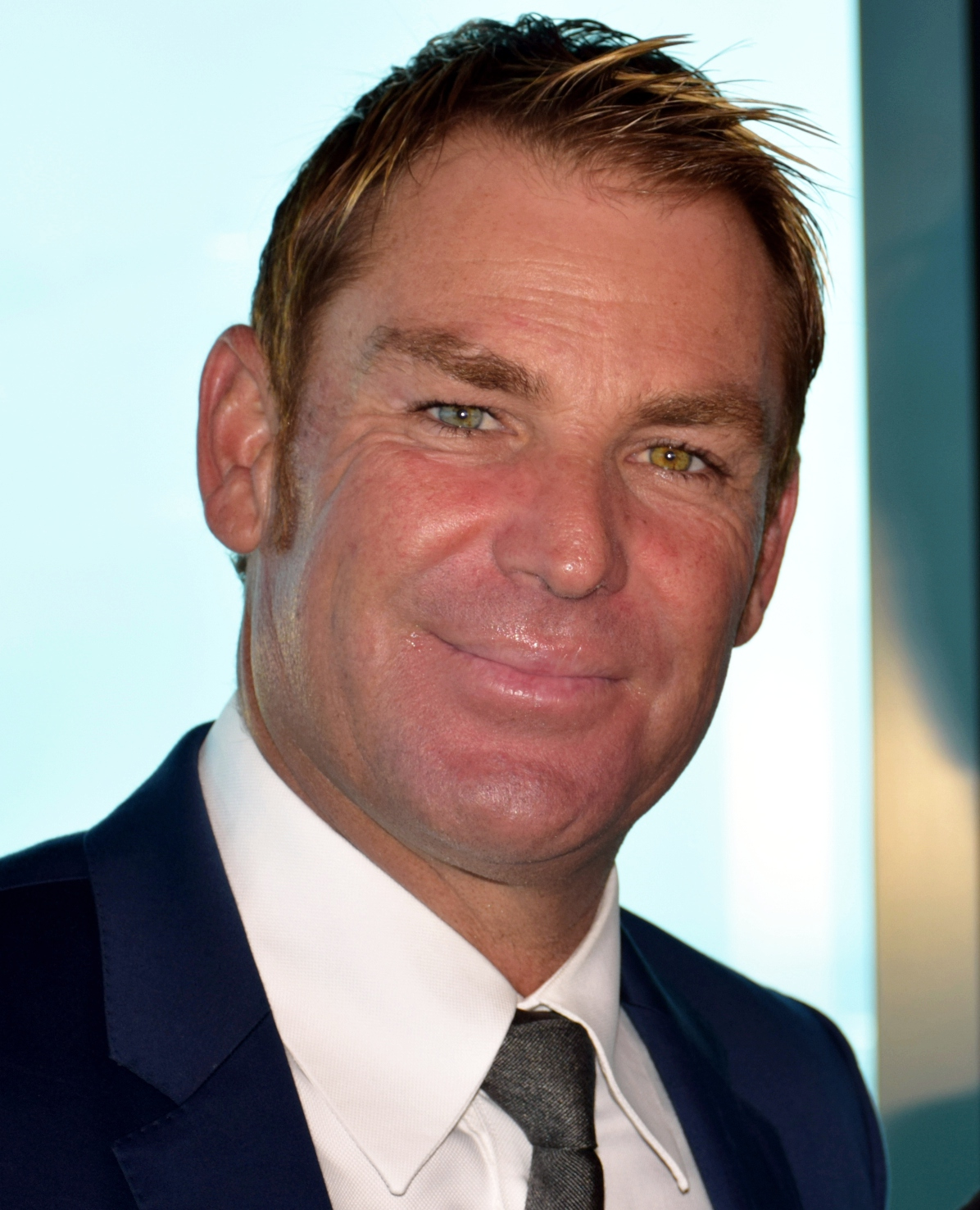
شین وارن

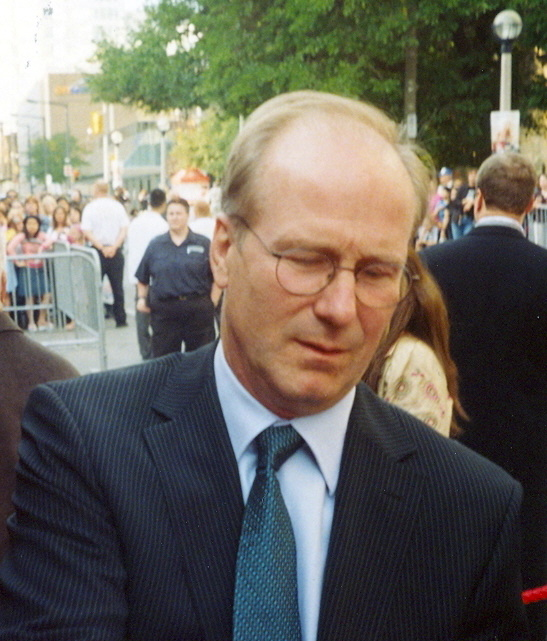
ویلیام هرت

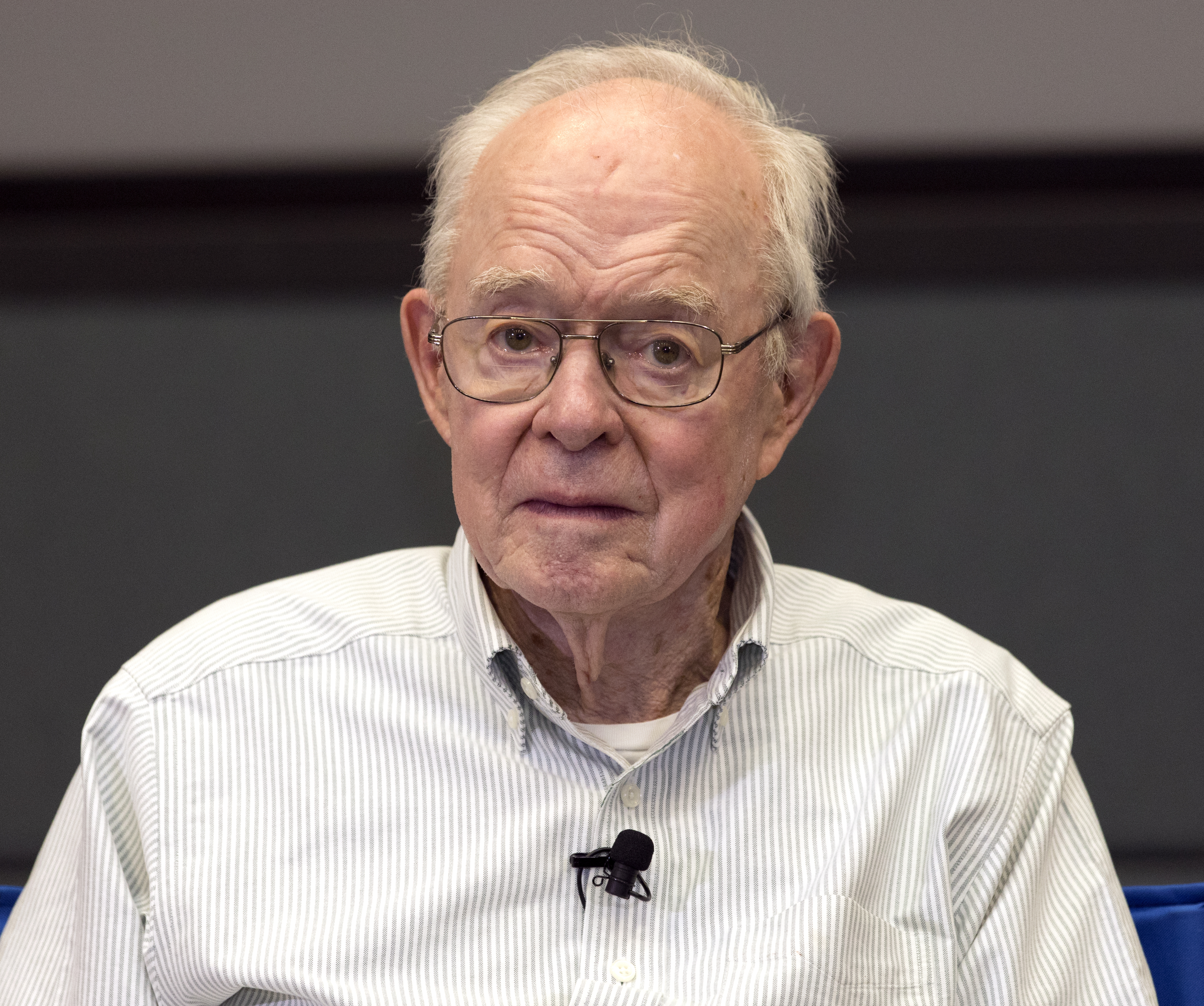
یوجین پارکر

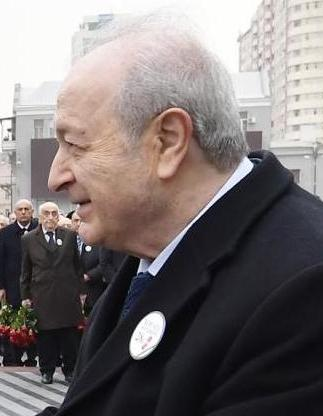
ایاز مطلب‌اف

### ۱
- کنراد جنیس، ۹۴، هنرپیشه و نوازنده اهل ایالات متحده آمریکا.[۱۸۸]
- آلفتینا کولچینا، ۹۱، اسکی‌باز صحرانوردی اهل اتحاد جماهیر شوروی سوسیالیستی.[۱۸۹]

### ۲
- جان استال، ۶۸، هنرپیشه اهل بریتانیا.[۱۹۰]
- فردریک تریستان، ۹۰، نویسنده و شاعر اهل فرانسه.[۱۹۱]

### ۳
- بروس جانستون، ۸۵، راننده مسابقات اتومبیل‌رانی فرمول یک اهل آفریقای جنوبی.[۱۹۲]
- والری چیبینایف، ۳۴، تک تیرانداز اهل اوکراین.[۱۹۳]
- دین وودز، ۵۵، دوچرخه‌سوار اهل استرالیا.[۱۹۴]
- ماریان ویسنیسکی، ۸۵، بازیکن فوتبال اهل فرانسه.[۱۹۵]

### ۴
- میچل رایان، ۸۸، هنرپیشه اهل ایالات متحده آمریکا.[۱۹۶]
- پئولا ماروشی، ۸۵، شمشیرباز اهل مجارستان.[۱۹۷]
- شین وارن، ۵۲، بازیکن کریکت اهل استرالیا.[۱۹۸]

### ۵
- آنتونیو مارتینو، ۷۹، سیاست‌مدار اهل ایتالیا.[۱۹۹]

### ۶
- کنث آیوز، ۸۷، کارگردان اهل بریتانیا.[۲۰۰]
- فرانک اوفارل، ۹۴، بازیکن و مربی فوتبال اهل ایرلند.[۲۰۱]
- رابی برایتول، ۸۲، دونده اهل بریتانیا.[۲۰۲]
- جیوسپه ویلسون، ۷۶، بازیکن فوتبال اهل ایتالیا.[۲۰۳]

### ۷
- پل اندرسون، ۸۷، قایقران قایق بادبانی اهل بریتانیا.[۲۰۴]
- محمدرفیق تارر، ۹۲، سیاست‌مدار اهل پاکستان، رئیس‌جمهور (۱۹۹۸–۲۰۰۱).[۲۰۵]
- شهنواز تنی، ۷۲، سیاست‌مدار اهل افغانستان.[۲۰۶]

### ۸
- گیو اوباتا، ۹۹، معمار اهل ایالات متحده آمریکا.[۲۰۷]
- ران پمبر، ۸۷، بازیگر و نمایشنامه‌نویس و کارگردان تئاتر اهل بریتانیا.[۲۰۸]

### ۹
- جاستیس کریستوفر، ۴۰، بازیکن فوتبال اهل نیجریه.[۲۰۹]
- جان کورتی، ۸۵، کارگردان، فیلم‌نامه‌نویس و فیلم‌بردار اهل ایالات متحده آمریکا.[۲۱۰]
- جیمی لایدن، ۹۸، بازیگر سینما و تهیه‌کننده تلویزیونی اهل ایالات متحده آمریکا.[۲۱۱]

### ۱۰
- آلوارد پتروسیان، ۷۵، سیاستمدار و نویسنده اهل ارمنستان.[۲۱۲]
- ساراپونگ چاتری، ۷۱، هنرپیشه اهل تایلند.[۲۱۳]
- یورگن گرابوفسکی، ۷۷، بازیکن فوتبال اهل آلمان.[۲۱۴]

### ۱۱
- رستم ابراهیم‌بیگف، ۸۳، نمایش‌نامه‌نویس، مدیر فیلم‌برداریی، کارگردان و فیلم‌نامه‌نویس اهل جمهوری آذربایجان.[۲۱۵]
- روپیا باندا، ۸۵، سیاست‌مدار اهل زامبیا، رئیس‌جمهور (۲۰۰۸–۲۰۱۱).[۲۱۶]
- پل ژنوه، ۸۳، دونده سرعت اهل فرانسه.[۲۱۷]
- جون کوندو، ۹۲، فیزیک‌دان اهل ژاپن.[۲۱۸]

### ۱۳
- اژدر اسماعیلوف، ۸۳، سیاستمدار اهل جمهوری آذربایجان.[۲۱۹]
- ویک الفورد، ۸۶، رانندهٔ مسابقات اتومبیل‌رانی اهل بریتانیا.[۲۲۰]
- ارهارد بوسک، ۸۰، سیاست‌مدار اهل اتریش.[۲۲۱]
- برنت رنو، ۵۰، روزنامه‌نگار، عکاس و فیلم‌ساز اهل ایالات متحده آمریکا.[۲۲۲]

### ۱۴
- آکیرا تاکارادا، ۸۷، هنرپیشه اهل ژاپن.[۲۲۳]
- چارلز گرین، ۷۶، دونده اهل ایالات متحده آمریکا.[۲۲۴]
- اسکات هال، ۶۳، کشتی‌گیر حرفه‌ای اهل ایالات متحده آمریکا.[۲۲۵]

### ۱۵
- تام بارنت، ۸۵، بازیکن فوتبال اهل بریتانیا.[۲۲۶]
- یوجین پارکر، ۹۴، اخترشناس اهل ایالات متحده آمریکا.[۲۲۷]
- سید محمدعلی علوی گرگانی، ۸۲، مرجع تقلید اهل ایران.[۲۲۸]
- آلگ میتایف، ۴۸، فرمانده اهل روسیه.[۲۲۹]

### ۱۶
- اگیدیوس براون، ۹۷، مدیر باشگاه فوتبال و سرمایه‌گذار اهل آلمان.[۲۳۰]
- کونیمیتسو تاکاهاشی، ۸۲، راننده مسابقات اتومبیل‌رانی اهل ژاپن.[۲۳۱]

### ۱۷
- کریستوفر الکساندر، ۸۵، معمار اهل ایالات متحده آمریکا.[۲۳۲]
- پیتر بولز، ۸۵، بازیگر اهل بریتانیا.[۲۳۳]
- هیسانوری تاکادا، ۴۰، بازیکن فوتبال اهل ژاپن.[۲۳۴]
- تونی نش، ۸۵، ورزشکار بابسلد اهل بریتانیا.[۲۳۵]

### ۱۸
- الکسی باخارف، ۴۵، بازیکن فوتبال اهل روسیه.[۲۳۶]
- گلن گلن، ۸۷، خواننده-ترانه‌سرا، نوازنده و خواننده اهل ایالات متحده آمریکا.[۲۳۷]
- دان یانگ، ۸۸، سیاستمدار اهل ایالات متحده آمریکا.[۲۳۸]

### ۱۹
- شهاب‌الدین احمد، ۹۲، سیاست‌مدار اهل بنگلادش، رئیس‌جمهور (۱۹۹۶–۲۰۰۱).[۲۳۹]
- آنسا اووسو، ۴۲، بازیکن فوتبال اهل بریتانیا.[۲۴۰]

### ۲۰
- رینه ویسل، ۸۰، راننده مسابقات اتومبیل‌رانی فرمول یک اهل سوئد.[۲۴۱]

### ۲۱
- شینجی آئویاما، ۵۷، کارگردان، فیلم‌نامه‌نویس و رمان‌نویس اهل ژاپن.[۲۴۲]
- والدمار بریندال، ۸۸، کارگردان فیلم، تدوین‌گر، تهیه‌کننده فیلم و فیلم‌نامه‌نویس اهل سوئد.[۲۴۳]
- سومیلو بوبه مایگا، ۶۷، سیاست‌مدار اهل مالی، نخست‌وزیر (۲۰۱۷–۲۰۱۹).[۲۴۴]
- محمد محمدی ری‌شهری، ۷۵، روحانی شیعه، قاضی و سیاستمدار اهل ایران.[۲۴۵]
- فوزی زمزم، ۸۰، بازیکن فوتبال اهل ترکیه.[۲۴۶]

### ۲۳
- مادلین آلبرایت، ۸۴، سیاست‌مدار اهل ایالات متحده آمریکا، وزیر امور خارجه (۱۹۹۷–۲۰۰۱).[۲۴۷]
- ادوارد جانسون سوم، ۹۱، کارآفرین، سرمایه‌گذار و مدیر ارشد اجرایی اهل ایالات متحده آمریکا.[۲۴۸]
- کانایستر هاجز، ۸۳، سیاست‌مدار اهل ایالات متحده آمریکا.[۲۴۹]

### ۲۴
- کرک باتیست، ۵۹، ورزشکار دو و میدانی اهل ایالات متحده آمریکا.[۲۵۰]

### ۲۵
- رضا براهنی، ۸۶، نویسنده، شاعر، منتقد ادبی و فعال سیاسی اهل ایران.[۲۵۱]
- جان لیون چاپل، ۹۰، فرد نظامی اهل بریتانیا.[۲۵۲]
- تیلور هاوکینز، ۵۰، موسیقی‌دان اهل ایالات متحده آمریکا.[۲۵۳]

### ۲۶
- جانی کاوینا، ۸۱، هنرپیشه و فیلم‌نامه‌نویس اهل ایتالیا.[۲۵۴]
- پیتر گونبی، ۸۷، بازیکن فوتبال اهل بریتانیا.[۲۵۵]
- ایمه مینو، ۸۹، بازیکن فوتبال اهل فرانسه.[۲۵۶]

### ۲۷
- تیتوس بوبرنیک، ۸۸، بازیکن فوتبال اهل چکسلواکی.[۲۵۷]
- مارتن پوپ، ۱۰۳، فیزیک‌دان اهل ایالات متحده آمریکا.[۲۵۸]
- ایاز مطلب‌اف، ۸۳، سیاست‌مدار اهل جمهوری آذربایجان، رئیس‌جمهور (۱۹۹۱–۱۹۹۲).[۲۵۹]
- الکساندرا زابلینا، ۸۵، شمشیرباز اهل اتحاد جماهیر شوروی.[۲۶۰]

### ۲۸
- ماروین جی. چامسکی، ۹۲، کارگردان و تهیه‌کننده اهل ایالات متحده آمریکا.[۲۶۱]

### ۲۹
- ملانی کلارک پولن، ۴۶، بازیگر اهل جمهوری ایرلند.[۲۶۲]
- پل هرمن، ۷۶، بازیگر اهل ایالات متحده آمریکا.[۲۶۳]

### ۳۰
- تام پارکر، ۳۳، خواننده اهل انگلستان.[۲۶۴]
- جان پیک، ۹۷، بازیکن هاکی روی چمن اهل بریتانیا.[۲۶۵]
- اگون فرانکه، ۸۶، شمشیرباز اهل لهستان.[۲۶۶]
- خوان کارلوس کاردناس، ۷۶، بازیکن فوتبال اهل آرژانتین.[۲۶۷]
- ویلی فان دن برخن، ۸۲، دوچرخه‌سوار اهل بلژیک.[۲۶۸]
- جان زاریتسکی، ۷۸، فیلم‌نامه‌نویس و تهیه‌کننده اهل کانادا.[۲۶۹]

### ۳۱
- گئورگی آتاناسوف، ۸۸، سیاست‌مدار اهل بلغارستان، نخست‌وزیر (۱۹۸۶–۱۹۹۰).[۲۷۰]
- پاتریک دمارشلیه، ۷۸، عکاس مد اهل فرانسه.[۲۷۱]
- ریچارد هوارد، ۹۲، فرهنگ‌نویس، زبان‌شناس، مترجم، منتقد ادبی، شاعر، روزنامه‌نگار و نویسنده اهل ایالات متحده آمریکا.[۲۷۲]

## آوریل
مرگ‌ها در آوریل ۲۰۲۲ آنچه در پی می‌آید فهرست افراد سرشناسی است که در آوریل ۲۰۲۲ درگذشته‌اند.

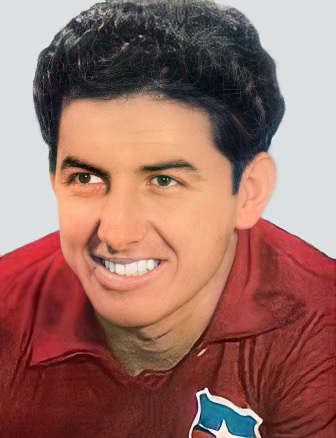
لئونل سانچز

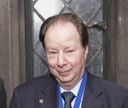
سیدنی آلتمن

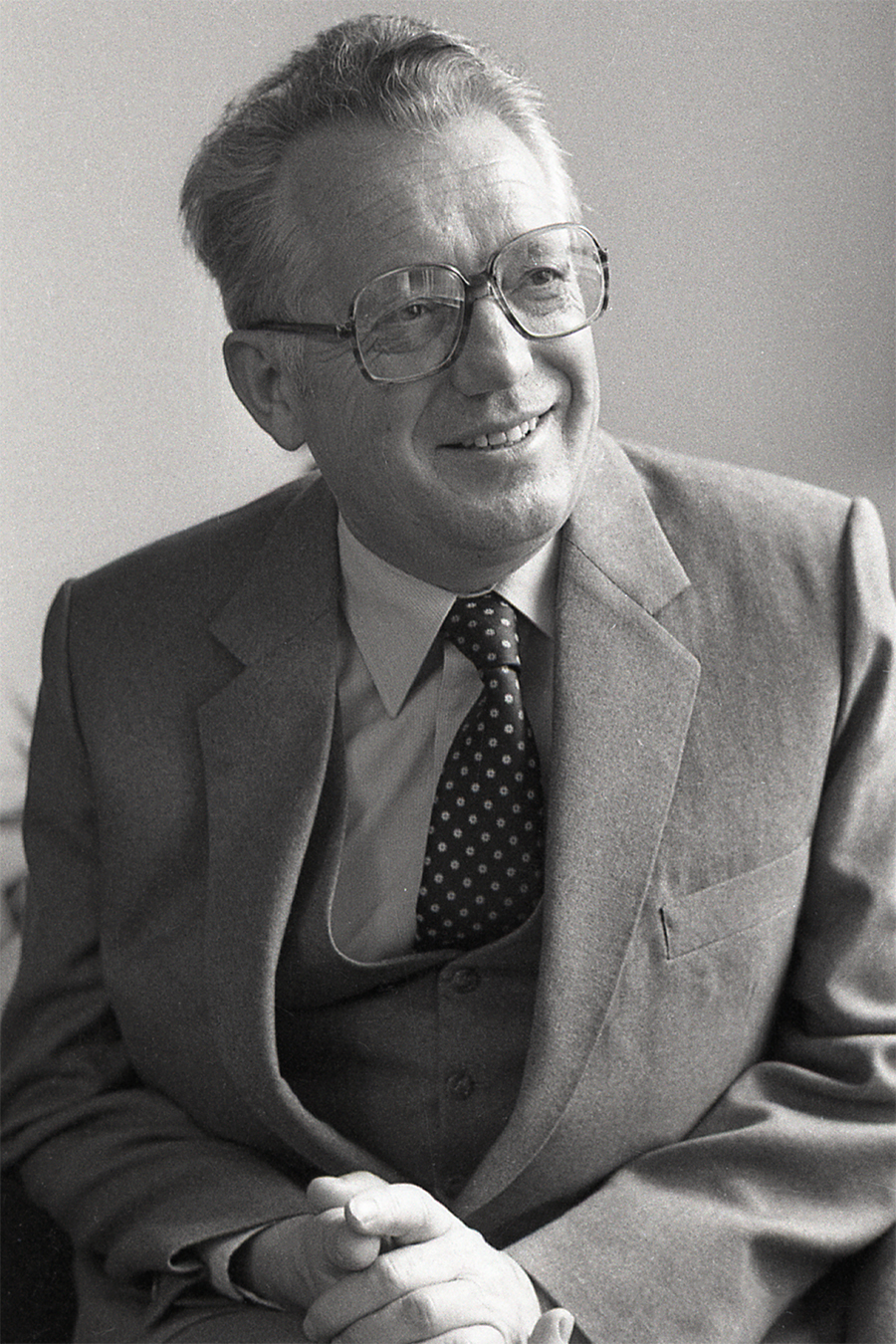
دوشان کربیچ

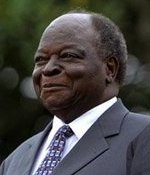
موای کیباکی

### ۱
- یوری روف، ۴۱، شاعر اهل اوکراین.[۲۷۳]
- یولانتا لوت، ۷۹، هنرپیشه اهل لهستان.[۲۷۴]

### ۲
- مانتاس کودراجویوس، ۴۵، کارگردان، مستندساز، انسان‌شناس و باستان‌شناس اهل لیتوانی.[۲۷۵]
- سیلویو لونگوبوکو، ۷۰، بازیکن فوتبال اهل ایتالیا.[۲۷۶]
- مگردیچ مارکوسیان، ۸۳، نویسنده ارمنی‌تبار اهل ترکیه.[۲۷۷]
- لئونل سانچز، ۸۵، بازیکن فوتبال اهل شیلی.[۲۷۸]
- جرالد شرک، ۸۳، قایقران قایق بادبانی اهل ایالات متحده آمریکا.[۲۷۹]
- استل هریس، ۹۳، هنرپیشه اهل ایالات متحده آمریکا.[۲۸۰]

### ۳
- اینار اوستبی، ۸۶، اسکی‌باز صحرانوردی، و ورزشکار دو و میدانی اهل نروژ.[۲۸۱]
- جون براون، ۹۵، بازیگر اهل بریتانیا.[۲۸۲]

### ۴
- پتار اسکانسی، ۷۸، بازیکن بسکتبال اهل یوگسلاوی.[۲۸۳]
- جری اولسمن، ۸۷، عکاس اهل ایالات متحده آمریکا.[۲۸۴]
- کارینه دانیلیان، ۷۴، زیست‌شیمی‌دان و سیاستمدار اهل ارمنستان.[۲۸۵]
- جان مک نالی، ۸۹، بوکسور اهل جمهوری ایرلند.[۲۸۶]

### ۵
- سیدنی آلتمن، ۸۲، زیست‌شناس مولکولی اهل کانادا، برنده نوبل (۱۹۸۹).[۲۸۷]
- یوزف پاناچک، ۸۴، تیرانداز اهل چکسلواکی.[۲۸۸]
- نحمیا پرسوف، ۱۰۲، بازیگر و نقاش آمریکایی اهل اسرائیل.[۲۸۹]
- بیارنی تریگواسون، ۷۶، فضانورد اهل کانادا.[۲۹۰]
- بابی ریدل، ۷۹، بازیگر و خواننده اهل ایالات متحده آمریکا.[۲۹۱]
- جیمی وانگ یو، ۷۹، هنرپیشه اهل تایوان.[۲۹۲]

### ۶
- را آلن، ۹۵، هنرپیشه اهل ایالات متحده آمریکا.[۲۹۳]
- آنا پاسکو، ۷۷، شمشیرباز اهل رومانی.[۲۹۴]
- کارول داوین، ۸۶، اسکیت‌باز نمایشی اهل چکسلواکی.[۲۹۵]
- دیوید مک‌کی، ۸۷، نویسنده و تصویرگر اهل بریتانیا.[۲۹۶]
- گرد زیمرمن، ۷۲، بازیکن فوتبال اهل آلمان.[۲۹۷]
- ولادیمیر ژیرینفسکی، ۷۵، سیاست‌مدار اهل روسیه.[۲۹۸]

### ۷
- دوشان کربیچ، ۹۴، سیاست‌مدار اهل صربستان، رئیس‌جمهور (۱۹۸۴–۱۹۸۶).[۲۹۹]
- برنارد فیشر، ۸۸، بازیکن فوتبال اهل بریتانیا.[۳۰۰]

### ۸
- مینوری ماتسوشیما، ۸۱، صداپیشه و بازیگر اهل ژاپن.[۳۰۱]

### ۹
- میشائیل دگن، ۹۰، بازیگر اهل آلمان.[۳۰۲]
- جک هیگینز، ۹۲، نویسنده اهل انگلستان.[۳۰۳]
- جرمی یانگ، ۸۶–۸۷، هنرپیشه اهل بریتانیا.[۳۰۴]

### ۱۰
- استلا رودریگر، ۵۴، جودوکار اهل کوبا.[۳۰۵]
- دسای ویلیامز، ۶۲، ورزشکار دو و میدانی اهل کانادا.[۳۰۶]

### ۱۱
- محمد فیض سرابی، ۹۳، قاضی و فقیه شیعه اهل ایران.[۳۰۷]
- هانس یونکرمان، ۸۷، دوچرخه‌سوار اهل آلمان.[۳۰۸]

### ۱۲
- لاریسا خورولت، ۷۳، بازیگر، نمایشنامه‌نویس و سیاستمدار اهل اوکراین.[۳۰۹]
- گیلبرت گوتفرید، ۶۷، هنرپیشه و استندآپ کمدین اهل ایالات متحده آمریکا.[۳۱۰]
- سرگی یاشین، ۶۰، بازیکن هاکی روی یخ اهل شوروی.[۳۱۱]

### ۱۳
- لتیسیا باتالیا، ۸۷، عکاس، روزنامه‌نگار و سیاست‌مدار اهل ایتالیا.[۳۱۲]
- میشل بوکه، ۹۶، هنرپیشه اهل فرانسه.[۳۱۳]
- ولفگانگ فاریان، ۸۰، بازیکن فوتبال اهل آلمان.[۳۱۴]
- فردی رینکون، ۵۵، بازیکن و مربی فوتبال اهل کلمبیا.[۳۱۵]

### ۱۴
- کان سالیوان، ۹۳، بازیکن فوتبال اهل بریتانیا.[۳۱۶]

### ۱۵
- برنهارد گرمسهاوسن، ۷۰، ورزشکار رشتهٔ بابسلد اهل آلمان.[۳۱۷]
- لیز شریدن، ۹۳، بازیگر اهل ایالات متحده آمریکا.[۳۱۸]

### ۱۶
- یواخیم اشرایش، ۷۱، بازیکن فوتبال اهل آلمان.[۳۱۹]

### ۱۷
- کاترین اسپاک، ۷۷، هنرپیشه و خواننده فرانسوی-ایتالیایی.[۳۲۰]
- رادو لوپو، ۷۶، موسیقی‌دان و نوازنده پیانو اهل رومانی.[۳۲۱]

### ۱۸
- لیدیا آلفیوا، ۷۶، ورزشکار دو و میدانی اهل اتحاد جماهیر شوروی سوسیالیستی.[۳۲۲]
- نیکلاس انجلیک، ۵۱، نوازنده پیانو کلاسیک اهل ایالات متحده آمریکا.[۳۲۳]
- کنت ام. بیرد، ۹۹، فیزیک‌دان اهل کانادا.[۳۲۴]

### ۱۹
- ساندرا پیسانی، ۶۳، بازیکن هاکی روی چمن اهل استرالیا.[۳۲۵]
- کانه تاکانا، ۱۱۹، ابرصدساله اهل ژاپن.[۳۲۶]
- کارلوس لوکاس، ۹۱، بوکسور اهل شیلی.[۳۲۷]

### ۲۰
- تاتیننی راما رائو، ۸۳، کارگردان و فیلم‌نامه‌نویس اهل هند.[۳۲۸]
- آنتونین کاخلیک، ۹۹، کارگردان فیلم و فیلم‌نامه‌نویس اهل جمهوری چک.[۳۲۹]
- رابرت مورس، ۹۰، هنرپیشه اهل ایالات متحده آمریکا.[۳۳۰]

### ۲۱
- مسلم بهادری، ۹۵، استاد دانشگاه اهل ایران.[۳۳۱]
- ژاک پرن، ۸۰، بازیگر سینما، هنرپیشه، تهیه‌کننده، کارگردان و فیلم‌نامه‌نویس اهل فرانسه.[۳۳۲]
- موای کیباکی، ۹۰، سیاست‌مدار اهل کنیا، رئیس‌جمهور (۲۰۰۲–۲۰۱۳).[۳۳۳]
- جفری هیو ویتبی هاولت، ۹۲، فرد نظامی اهل بریتانیا.[۳۳۴]

### ۲۲
- ویکتور زویاهینتسف، ۷۱، بازیکن فوتبال اهل اتحاد جماهیر شوروی.[۳۳۵]
- گای لافلور، ۷۰، بازیکن هاکی روی یخ اهل کانادا.[۳۳۶]

### ۲۳
- اورین هچ، ۸۸، سیاستمدار اهل ایالات متحده آمریکا.[۳۳۷]

### ۲۴
- دیمپال کوماری جا، ۴۲، سیاستمدار اهل نپال.[۳۳۸]

### ۲۵
- محمدعلی اسلامی ندوشن، ۹۷، شاعر، منتقد، نویسنده، مترجم، حقوقدان و پژوهشگر اهل ایران.[۳۳۹]
- اورسولا لر، ۹۱، سیاست‌مدار و استاد دانشگاه اهل آلمان.[۳۴۰]
- حسین ملاقاسمی، ۸۹، بازیگر سینما و تلویزیون و کشتی‌گیر اهل ایران.[۳۴۱]

### ۲۶
- اسماعیل اوغان، ۸۹، کشتی‌گیر اهل ترکیه.[۳۴۲]
- آن دیویس، ۸۷، بازیگر اهل بریتانیا.[۳۴۳]
- کلاوس شولتز، ۷۴، آهنگ‌ساز اهل آلمان.[۳۴۴]

### ۲۷
- دیوید بیرنی، ۸۳، بازیگر اهل ایالات متحده آمریکا.[۳۴۵]
- کنث تسانگ، ۸۶، هنرپیشه اهل هنگ کنگ.[۳۴۶]
- کارلوس گارسیا کامبون، ۷۳، بازیکن فوتبال اهل آرژانتین.[۳۴۷]

### ۲۸
- نیل آدامز، ۸۰، نویسنده و هنرمند اهل ایالات متحده آمریکا.[۳۴۸]
- خوان دیه‌گو، ۷۹، بازیگر تئاتر، سینما و تلویزیون اهل اسپانیا.[۳۴۹]
- ویرا گیریچ، ۵۵، خبرنگار و تهیه‌کننده رادیویی اهل اوکراین.[۳۵۰]

### ۲۹
- دیوید ای. اونز، ۸۱، شیمی‌دان اهل ایالات متحده آمریکا.[۳۵۱]
- جوانا بارنز، ۸۷، هنرپیشه اهل ایالات متحده آمریکا.[۳۵۲]
- جرجیا بنکارت، ۷۴، ریاضیدان اهل ایالات متحده آمریکا.[۳۵۳]
- نادر طالب‌زاده، ۶۸، تهیه‌کننده، کارگردان و مجری اهل ایران.[۳۵۴]
- مایک هاگرتی، ۶۷، بازیگر سینما و هنرپیشه اهل ایالات متحده آمریکا.[۳۵۵]

### ۳۰
- نیومی جود، ۷۶، خواننده و بازیگر اهل ایالات متحده آمریکا.[۳۵۶]
- نیل کمپل، ۴۵، بازیکن فوتبال اهل بریتانیا.[۳۵۷]
- باب کروگر، ۸۶، سیاستمدار اهل ایالات متحده آمریکا.[۳۵۸]
- مینو رایولا، ۵۴، مدیربرنامه ورزشی ایتالیایی-هلندی.[۳۵۹]

## مه
مرگ‌ها در مه ۲۰۲۲ آنچه در پی می‌آید فهرست افراد سرشناسی است که در مه ۲۰۲۲ درگذشته‌اند.

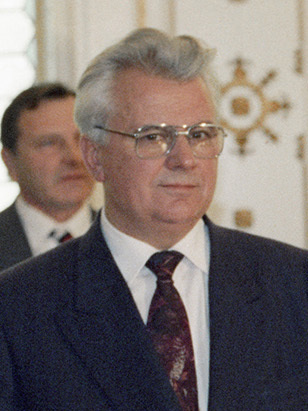
لئونید کراوچوک

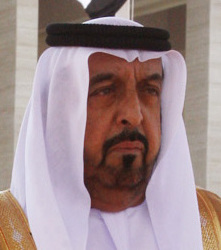
خلیفه بن زاید آل نهیان

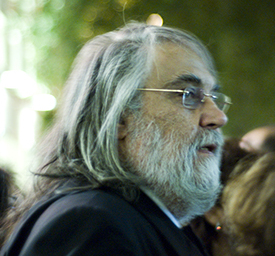
ونجلیس

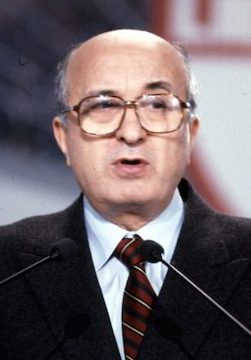
چیراکو د میتا

### ۱
- ایویتسا اوسیم، ۸۰، بازیکن و مربی فوتبال اهل یوگسلاوی - بوسنی.[۳۶۰]
- رای فریمن، ۹۰، شیمی‌دان اهل بریتانیا.[۳۶۱]
- تاکویا مییاموتو، ۳۸، بازیکن فوتبال اهل ژاپن.[۳۶۲]

### ۲
- جوزف راز، ۸۳، فیلسوف اهل اسرائیل.[۳۶۳]

### ۳
- تونی بروکز، ۹۰، رانندهٔ مسابقات اتومبیل‌رانی فرمول یک اهل بریتانیا.[۳۶۴]
- لینو کاپولیکیو، ۷۸، کارگردان، هنرپیشه و فیلم‌نامه‌نویس اهل ایتالیا.[۳۶۵]
- استانیسلاو شوشکویچ، ۸۷، سیاست‌مدار اهل بلاروس، رئیس شورای عالی (۱۹۹۱–۱۹۹۴).[۳۶۶]
- نورمن مینتا، ۹۰، سیاستمدار اهل ایالات متحده آمریکا.[۳۶۷]
- جرج هوروات، ۶۲، ورزشکار پنج‌گانه مدرن اهل سوئد.[۳۶۸]

### ۴
- هارم اوتنبروس، ۷۸، دوچرخه‌سوار اهل هلند.[۳۶۹]
- گیزا واراسدی، ۹۴، دونده اهل مجارستان.[۳۷۰]

### ۵
- رونالد لوپاتنی، ۷۷، بازیکن واترپلو اهل یوگسلاوی.[۳۷۱]
- اکسل لیون‌هوفود، ۸۸، اقتصاددان اهل سوئد.[۳۷۲]
- کنت ولش، ۸۰، بازیگر سینما و هنرپیشه اهل کانادا.[۳۷۳]
- لئو ویلدن، ۸۵، بازیکن فوتبال اهل آلمان.[۳۷۴]

### ۶
- جرج پرز، ۶۷، نویسنده و تصویرگر اهل ایالات متحده آمریکا.[۳۷۵]

### ۷
- یوری آورباخ، ۱۰۰، شطرنج‌باز اهل روسیه.[۳۷۶]
- انتون اریتا، ۷۶، بازیکن فوتبال اهل اسپانیا.[۳۷۷]
- میکی ژییی، ۸۶، موسیقی‌دان اهل ایالات متحده آمریکا.[۳۷۸]
- جک کهلر، ۷۵، بازیگر اهل ایالات متحده آمریکا.[۳۷۹]
- عادل الملا، ۵۱، بازیکن فوتبال اهل قطر.[۳۸۰]

### ۸
- آندره آرتور، ۷۸، مجری رادیو و سیاستمدار ارمنی‌تبار اهل کانادا.[۳۸۱]
- جان آر. چری سوم، ۷۳، کارگردان فیلم، فیلم‌نامه‌نویس، تهیه‌کننده فیلم و بازیگر اهل ایالات متحده آمریکا.[۳۸۲]
- ماریا گوساکووا، ۹۱، اسکی‌باز صحرانوردی اهل اتحاد جماهیر شوروی سوسیالیستی.[۳۸۳]
- فرد وارد، ۷۹، بازیگر اهل ایالات متحده آمریکا.[۳۸۴]
- دنیس واترمن، ۷۴، بازیگر اهل بریتانیا.[۳۸۵]

### ۹
- آدرین پین، ۳۱، بازیکن بسکتبال اهل ایالات متحده آمریکا.[۳۸۶]
- دنیس دوبروف، ۳۳، شناگر اهل اوکراین.[۳۸۷]
- جرالد هنون، ۷۷، روزنامه‌نگار اهل کانادا.[۳۸۸]

### ۱۰
- مانوئل آبرو، ۶۳، بازیکن فوتبال اهل فرانسه.[۳۸۹]
- لئونید کراوچوک، ۸۸، سیاست‌مدار اهل اوکراین، رئیس‌جمهور (۱۹۹۱–۱۹۹۴).[۳۹۰]

### ۱۱
- شیرین ابوعاقله، ۵۱، خبرنگار فلسطینی-آمریکایی.[۳۹۱]
- هنک خروت، ۸۴، بازیکن فوتبال اهل هلند.[۳۹۲]

### ۱۲
- خوآن آمات، ۷۵، بازیکن هاکی روی چمن اهل اسپانیا.[۳۹۳]
- هاله افشار، ۷۷، سیاستمدار بریتانیایی ایرانی‌تبار.[۳۹۴]
- رابرت مک‌فارلین، ۸۴، افسر بازنشسته و سیاستمدار اهل ایالات متحده آمریکا.[۳۹۵]

### ۱۳
- خلیفه بن زاید آل نهیان، ۷۳، سیاست‌مدار اهل امارات متحده عربی، رئیس (پس از ۲۰۰۴).[۳۹۶]
- ترسا برگانسا، ۸۹، خواننده متزو سوپرانو اپرا و هنرپیشه اهل اسپانیا.[۳۹۷]
- بن روی ماتلسن، ۹۵، فیزیک‌دان هسته‌ای آمریکایی دانمارکی، برنده نوبل (۱۹۷۵).[۳۹۸]
- یانگ هیونگ سوپ، ۹۶، سیاستمدار اهل کره شمالی.[۳۹۹]

### ۱۴
- پیتر نیکولاس، ۸۰، کارآفرین، بازرگان و مدیر ارشد اجرایی اهل ایالات متحده آمریکا.[۴۰۰]

### ۱۵
- استوان اوستوییچ، ۸۰، بازیکن فوتبال اهل یوگسلاوی.[۴۰۱]
- راینر بازدو، ۸۳، بازیگر و صداپیشه اهل آلمان.[۴۰۲]
- یژی ترلا، ۸۰، هنرپیشه اهل لهستان.[۴۰۳]
- حسین غفوری‌زاده، ۷۸، دونده اهل ایران.[۴۰۴]
- اینیاسی گوگولفسکی، ۹۰، هنرپیشه اهل لهستان.[۴۰۵]
- کی ملور، ۷۱، فیلم‌نامه‌نویس و بازیگر اهل بریتانیا.[۴۰۶]

### ۱۶
- یوزف آبرهام، ۸۲، هنرپیشه اهل جمهوری چک.[۴۰۷]
- جان ایلوارد، ۷۵، هنرپیشه اهل ایالات متحده آمریکا.[۴۰۸]
- سید عبدالله فاطمی‌نیا، ۷۶، روحانی، خطیب، استاد اخلاق، مورخ اسلامی و کتاب‌شناس و نسخه‌شناس اهل ایران.[۴۰۹]
- فوزی منصوری، ۶۶، بازیکن فوتبال اهل الجزایر.[۴۱۰]

### ۱۷
- انتونیو اویدو، ۸۳، بازیکن فوتبال اهل اسپانیا.[۴۱۱]
- رودری، ۸۸، بازیکن فوتبال اهل اسپانیا.[۴۱۲]
- ونجلیس، ۷۹، آهنگساز و نوازندهٔ سبک الکترونیک، امبینت، نیو اِیج، پراگرسیو، جاز و پاپ راک اهل یونان.[۴۱۳]

### ۱۸
- لیندا لاسن، ۸۶، هنرپیشه و خواننده اهل ایالات متحده آمریکا.[۴۱۴]
- باب نیوورتس، ۸۲، موسیقی‌دان اهل ایالات متحده آمریکا.[۴۱۵]

### ۱۹
- آصف احمد علی، ۸۱، سیاست‌مدار اهل پاکستان.[۴۱۶]
- عبدالغفار چودهاری، ۸۷، نویسنده، روزنامه‌نگار، ستون‌نویس، تحلیل‌گر سیاسی و شاعر بنگالی-بریتانیایی.[۴۱۷]
- ژان لویی کومولی، ۸۰، نویسنده، ویراستار و کارگردان سینما اهل فرانسه.[۴۱۸]

### ۲۰
- مظفر النواب، ۸۸، شاعر اهل عراق.[۴۱۹]
- یوریک جاوادیان، ۸۷، سیاستمدار اهل ارمنستان.[۴۲۰]

### ۲۲
- محمد ابراهیم خدری، ۸۴، کشتی‌گیر اهل افغانستان.[۴۲۱]

### ۲۴
- توماس اولرود، ۵۰، ورزشکار کرلینگ اهل نروژ.[۴۲۲]

### ۲۵
- ویس فان دونگن، ۹۰، دوچرخه‌سوار اهل هلند.[۴۲۳]

### ۲۶
- انیو تودوروف، ۷۹، کشتی‌گیر اهل بلغارستان.[۴۲۴]
- چیراکو د میتا، ۹۴، سیاست‌مدار اهل ایتالیا، نخست‌وزیر (۱۹۸۸–۱۹۸۹).[۴۲۵]
- ری لیوتا، ۶۷، بازیگر اهل ایالات متحده آمریکا.[۴۲۶]

### ۲۷
- آنجلو سودانو، ۹۴، اسقف اعظم اهل ایتالیا.[۴۲۷]
- مایکل لاسا، ۹۸، ایمنی‌شناس اهل اسرائیل.[۴۲۸]

### ۲۸
- والتر آبیش، ۹۰، پدیدآور اهل ایالات متحده آمریکا.[۴۲۹]
- اواریستو کاروالهو، ۷۹، سیاست‌مدار اهل سائوتومه و پرنسیپ، رئیس‌جمهور (۲۰۱۶–۲۰۲۱).[۴۳۰]
- مارینو مازه، ۸۳، بازیگر و صدا پیشه اهل ایتالیا.[۴۳۱]
- بویار نیشانی، ۵۵، سیاست‌مدار اهل آلبانی، رئیس‌جمهور (۲۰۱۲–۲۰۱۷).[۴۳۲]
- بو هاپکینز، ۸۴، هنرپیشه اهل ایالات متحده آمریکا.[۴۳۳]

### ۲۹
- سیدهو موسه والا، ۲۸، خواننده و بازیگر اهل هند.[۴۳۴]

### ۳۰
- بوریس پاهور، ۱۰۸، نویسنده اهل اسلوونی.[۴۳۵]
- کریگ فارل، ۳۹، بازیکن فوتبال اهل بریتانیا.[۴۳۶]

### ۳۱
- آه بیونگ-من، ۸۱، سیاست‌مدار اهل کره جنوبی.[۴۳۷]
- گیلبرتو رودریگز اورخوئلا، ۸۳، قاچاقچی مواد مخدر و یکی از رهبران کارتل کالی اهل کلمبیا.[۴۳۸]
- کریشناکومار کونات، ۵۳، خواننده اهل هند.[۴۳۹]
- اینگرام مارشال، ۸۰، آهنگساز، مربی موسیقی و موسیقی‌دان اهل ایالات متحده آمریکا.[۴۴۰]

## ژوئن
مرگ‌ها در ژوئن ۲۰۲۲ آنچه در پی می‌آید فهرست افراد سرشناسی است که در ژوئن ۲۰۲۲ درگذشته‌اند.

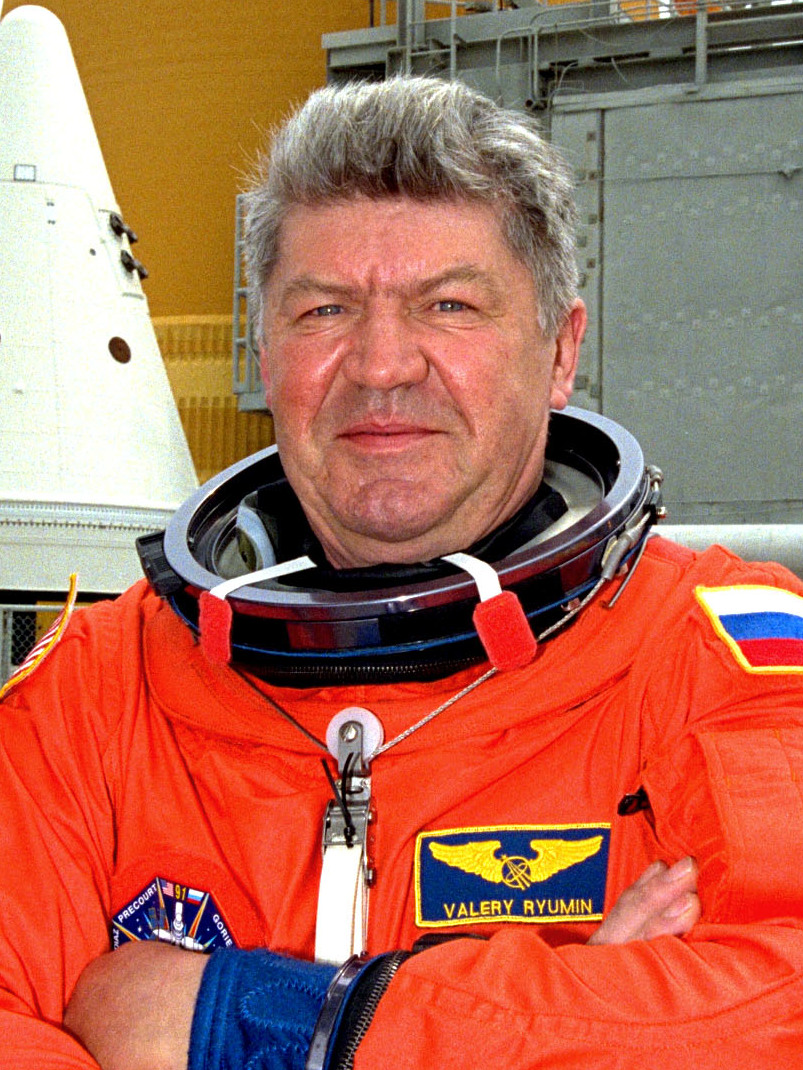
والری ریومین

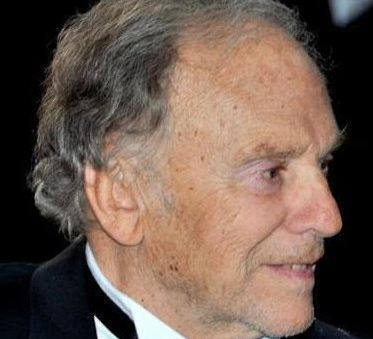
ژان-لویی ترنتینیان

### ۱
- تاکیوشی تانوما، ۹۳، عکاس اهل ژاپن.[۴۴۱]

### ۲
- آندری گپونوف گرخوف، ۹۵، فیزیک‌دان اهل اتحاد جماهیر شوروی سوسیالیستی.[۴۴۲]

### ۳
- فرانک کلارک، ۷۹، بازیکن فوتبال اهل بریتانیا.[۴۴۳]

### ۴
- آیساک برگر، ۸۵، وزنه‌بردار اهل ایالات متحده آمریکا.[۴۴۴]
- گوران سانکووچ، ۴۲، بازیکن فوتبال اهل اسلوونی.[۴۴۵]

### ۵
- حیدر عبدالرزاق، ۳۹، بازیکن فوتبال اهل عراق.[۴۴۶]
- گارنیک مهرابیان، ۸۴، بازیکن فوتبال اهل ایران.[۴۴۷]
- ریچارد ادوین هیلز، ۷۶، اخترشناس اهل بریتانیا.[۴۴۸]

### ۶
- آنا ماریا تاتو، ۸۲، کارگردان فیلم اهل ایتالیا.[۴۴۹]
- والری ریومین، ۸۲، فضانورد اهل اتحاد شوروی.[۴۵۰]
- کیجو کورهونن، ۸۸، سیاستمدار اهل فنلاند، وزیر امور خارجه (۱۹۷۶–۱۹۷۷).[۴۵۱]

### ۸
- خولیو خیمنز، ۸۷، دوچرخه‌سوار اهل اسپانیا.[۴۵۲]
- کوستیکا دافینیو، ۶۸، بوکسور اهل رومانی.[۴۵۳]
- ملادن فرانچیچ، ۶۷، بازیکن فوتبال و مربی فوتبال اهل کرواسی.[۴۵۴]

### ۹
- جوزپه بریزی، ۸۰، بازیکن فوتبال اهل ایتالیا.[۴۵۵]
- جولی کروز، ۶۵، خواننده، ترانه‌نویس، بازیگر و موسیقی‌دان اهل ایالات متحده آمریکا.[۴۵۶]
- اولگ مولیبوگا، ۶۹، بازیکن والیبال اهل روسیه.[۴۵۷]
- مت زیمرمن، ۸۷، بازیگر کانادایی.[۴۵۸]

### ۱۰
- خورخه اسپالتی، ۷۴، بازیکن فوتبال و سرمربی اهل آرژانتین.[۴۵۹]
- آرنو تورپینن، ۵۱، بازیکن فوتبال اهل فنلاند.[۴۶۰]

### ۱۱
- برند برانش، ۷۷، بازیکن فوتبال اهل آلمان شرقی.[۴۶۱]
- لورتا ان راجرز، ۸۳، کارآفرین، سرمایه‌دار و نیکوکار اهل کانادا.[۴۶۲]

### ۱۲
- فیلیپ بیکر هال، ۹۰، هنرپیشه اهل ایالات متحده آمریکا.[۴۶۳]
- هایدی هورتن، ۸۱، کارآفرین، سرمایه‌دار و نیکوکار اهل اتریش.[۴۶۴]

### ۱۳
- اناتولی میخائیلوف، ۸۵، ورزشکار دو و میدانی اهل اتحاد جماهیر شوروی سوسیالیستی.[۴۶۵]

### ۱۴
- عبد الکریم برجس الراوی، سیاستمدار اهل عراق.[۴۶۶]

### ۱۶
- استاینار آموندسن، ۷۶، قایقران کانو اهل نروژ.[۴۶۷]
- یوری فدوتوف، ۷۴، سیاست‌مدار اهل روسیه.[۴۶۸]

### ۱۷
- والنتین اوریتسکو، ۸۱، بازیگر اهل رومانی.[۴۶۹]
- ژان-لویی ترنتینیان، ۹۱، هنرپیشه اهل فرانسه.[۴۷۰]
- احمد مهدوی دامغانی، ۹۵، نویسنده و پژوهشگر اهل ایران.[۴۷۱]

### ۱۸
- اوفه المان-جنسن، ۸۰، سیاستمدار اهل دانمارک، وزیر امور خارجه (۱۹۸۲–۱۹۹۳).[۴۷۲]
- آنیتا ایکستروم، ۷۹، بازیگر اهل سوئد.[۴۷۳]
- جورجیو باربولینی، ۸۸، بازیکن فوتبال اهل ایتالیا.[۴۷۴]

### ۱۹
- کالین گرینجر، ۸۹، بازیکن فوتبال اهل انگلستان.[۴۷۵]

### ۲۰
- رگیمانتاس آدومایتیس، ۸۵، بازیگر اهل لیتوانی.[۴۷۶]
- استوره آلن، ۹۳، زبان‌شناس اهل سوئد.[۴۷۷]

### ۲۱
- یاروسلاف اشکاروان، ۷۸، بازیکن هندبال اهل چکسلواکی.[۴۷۸]
- دراگان تومیچ، ۸۶، سیاست‌مدار اهل یوگسلاوی، رئیس‌جمهور (۱۹۹۷).[۴۷۹]

### ۲۲
- یوری تارماک، ۷۵، ورزشکار پرش ارتفاع استونیایی‌تبار اهل اتحاد جماهیر شوروی سوسیالیستی.[۴۸۰]
- ایو کوپنز، ۸۷، انسان‌شناس اهل فرانسه.[۴۸۱]
- یونی نیلسون، ۷۹، اسکیت‌باز سرعت اهل سوئد.[۴۸۲]

### ۲۳
- استین کایزر، ۸۴، اسکیت‌باز سرعت اهل هلند[۴۸۳]
- یوری شاتونف، ۴۸، خواننده روسی[۴۸۴]
- ارنست یاکوبی، ۸۸، بازیگر آلمانی[۴۸۵]

- استین کایزر، ۸۴، اسکیت‌باز سرعت اهل هلند[۴۸۳]
- یوری شاتونف، ۴۸، خواننده روسی[۴۸۴]
- ارنست یاکوبی، ۸۸، بازیگر آلمانی[۴۸۵]

### ۲۵
- بیل وولسی، ۸۷، شناگر آمریکایی[۴۸۶]

### ۲۶
- مارگارت کین، ۹۴، هنرمند اهل ایالات متحده آمریکا[۴۸۷]
- رافائله لا کاپریا، ۹۹، رمان‌نویس، فیلم‌نامه‌نویس و مترجم اهل ایتالیا[۴۸۸]
- ماری مارا، ۶۱، بازیگر اهل ایالات متحده آمریکا[۴۸۹]

### ۲۷
- کالین بلیک‌مور، ۷۸، هنرمند اهل ایالات متحده آمریکا[۴۹۰]
- جو تارکل، ۹۴، هنرپیشه اهل ایالات متحده آمریکا[۴۹۱]
- ماتس ترات، ۸۵، شاعر و نویسنده اهل استونی[۴۹۲]

### ۲۸
- جنید آرکین، ۸۴، بازیگر، تهیه‌کننده و کارگردان اهل ترکیه[۴۹۳]
- مارتین بانگمان، ۸۷، سیاست‌مدار و وکیل اهل آلمان[۴۹۴]
- دبورا جیمز، ۴۰، روزنامه‌نگار، مؤلف، پادکست‌ساز، معلم و ستون‌نویس اهل بریتانیا[۴۹۵]
- پالونجی میستری، ۹۳، کارآفرین، سرمایه‌دار و مهندس عمران هندی-ایرلندی[۴۹۶]
- هشام رستم، ۷۵، هنرپیشه ترک‌تبار اهل تونس[۴۹۷]
- آسائو سانو، ۹۶، هنرپیشه اهل ژاپن[۴۹۸]
- واریندر سینگ، ۷۵،  بازیکن هاکی روی چمن اهل راج بریتانیا[۴۹۹]

### ۲۹
- مانفرد کرافت، ۸۴، بازیکن فوتبال اهل آلمان[۵۰۰]
- ایلس لندستروم، ۹۰، ورزشکار دو و میدانی اهل فنلاند[۵۰۱]

### ۳۰
- کازیمیرز زیمنی، ۸۷، ورزشکار دو و میدانی اهل لهستان[۵۰۲]

## ژوئیه
مرگ‌ها در ژوئیه ۲۰۲۲ آنچه در پی می‌آید فهرست افراد سرشناسی است که در ژوئیه ۲۰۲۲ درگذشته‌اند.

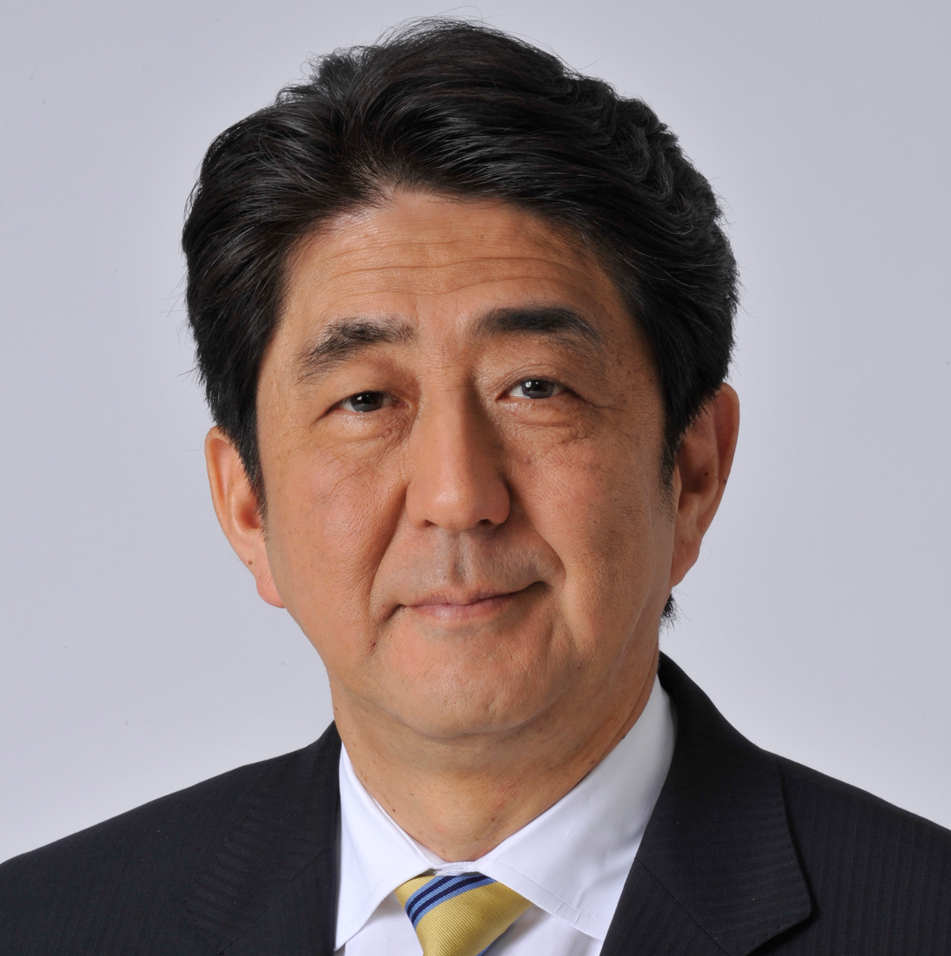
شینزو آبه

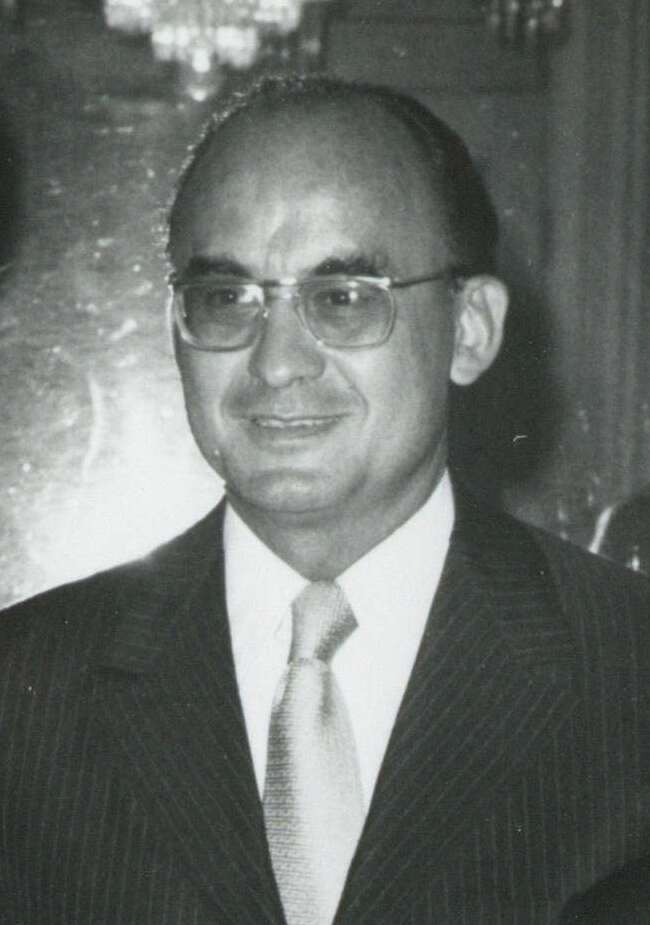
لوئیس اچوریا

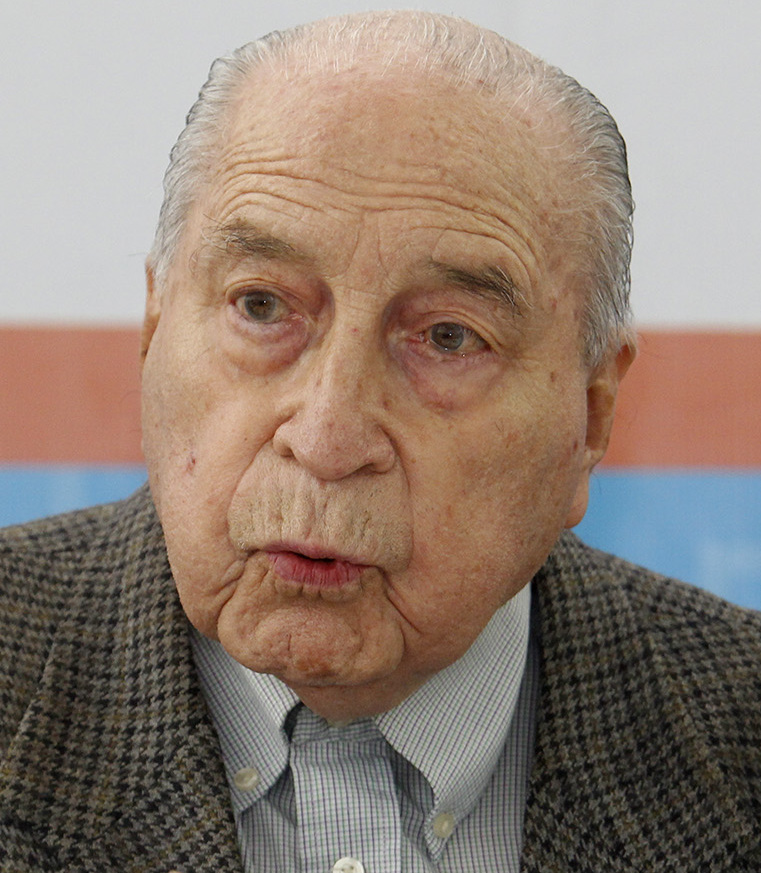
فرانسیسکو مورالس برمودز

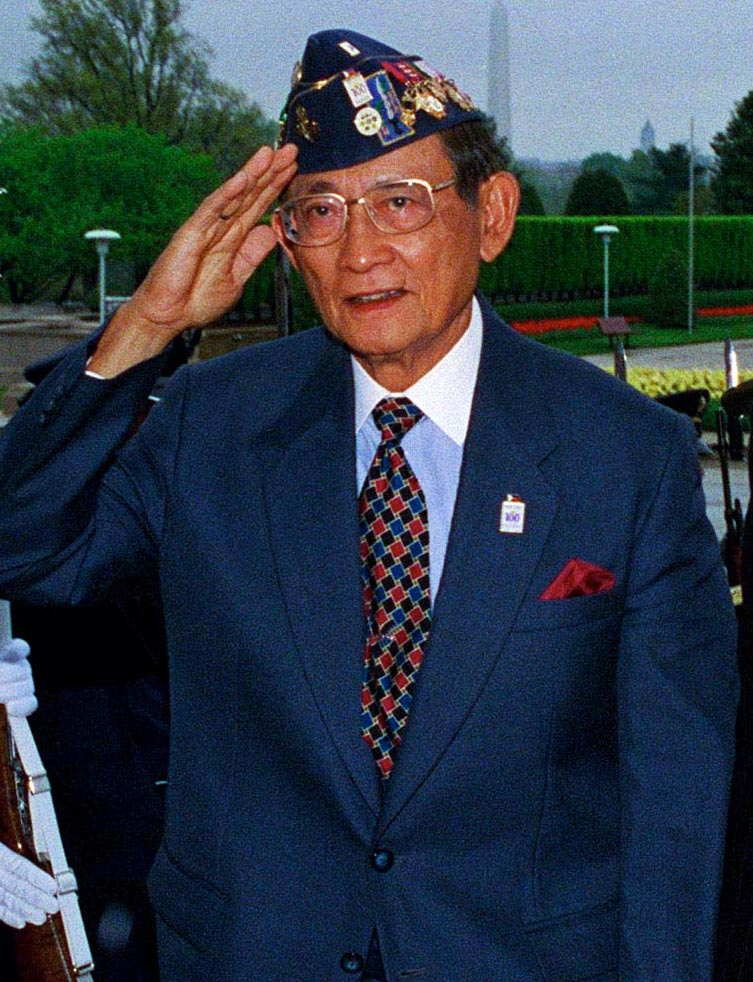
فیدل راموس

### ۱
- ریچارد تاروسکین، ۷۷، موسیقی‌شناس و منتقد موسیقی اهل ایالات متحده آمریکا[۵۰۳]
- راینر شولز، ۶۷، بازیکن فوتبال اهل آلمان.[۵۰۴]

### ۲
- پیتر بروک، ۹۷، کارگردان اهل بریتانیا.[۵۰۵]
- سوسانا دوسامانتس، ۷۴، هنرپیشه سینما و تلویزیون اهل مکزیک.[۵۰۶]
- اندی گورام، ۵۸، بازیکن فوتبال اهل اسکاتلند.[۵۰۷]
- الکس لا، ۶۹، کارگردان فیلم، فیلم‌نامه‌نویس و تهیه‌کننده اهل هنگ کنگ.[۵۰۸]

### ۳
- اروینگ ابلا، ۸۲، تاریخ‌نگار اهل کانادا.[۵۰۹]
- لن کیسی، ۹۱، بازیکن فوتبال اهل بریتانیا.[۵۱۰]
- رابرت کرل، ۸۸، شیمیدان اهل ایالات متحده آمریکا، برنده نوبل (۱۹۹۶).[۵۱۱]
- نی کوانگ، ۸۷، رمان‌نویس و فیلم‌نامه‌نویس هنگ کنگی-آمریکایی.[۵۱۲]
- لنارت یولستروم، ۸۳، بازیگر و کارگردان فیلم اهل سوئد.[۵۱۳]

### ۴
- کازوکی تاکاهاشی، ۶۰، تاریخ‌نگار اهل کانادا.[۵۱۴]
- رمکو کامپرت، ۹۲، نویسنده و شاعر اهل هلند.[۵۱۵]
- پائولو گروسی، ۸۹، قاضی اهل ایتالیا.[۵۱۶]
- مونا هموند، ۹۱، بازیگر اهل جامائیکا.[۵۱۷]

### ۵
- آرنه اومهان، ۹۷، ورزشکار پرش سه‌گام اهل سوئد.[۵۱۸]
- محمد بارکیندو، ۶۳، سیاست‌مدار اهل نیجریه.[۵۱۹]
- لنی فون دولن، ۶۳، هنرپیشه اهل ایالات متحده آمریکا.[۵۲۰]
- هو وانگ لی، ۹۳، پزشک، همه‌گیرشناس و ویروس‌شناس اهل کرهٔ جنوبی.[۵۲۱]

### ۶
- آخیم اشتادلر، ۶۰، دوچرخه‌سوار اهل آلمان.[۵۲۲]
- آرنالدو پامبیانکو، ۸۶، دوچرخه‌سوار اهل ایتالیا.[۵۲۳]
- جیمز کان، ۸۲، بازیگر اهل ایالات متحده آمریکا.[۵۲۴]
- دیل دوگلاس، ۸۶، گلف‌باز اهل ایالات متحده آمریکا.[۵۲۵]
- برایان مارچمنت، ۵۳، بازیکن هاکی روی یخ اهل کانادا.[۵۲۶]
- رویس و. مورای، ۸۵، شیمی‌دان اهل ایالات متحده آمریکا.[۵۲۷]

### ۸
- شینزو آبه، ۶۷، سیاست‌مدار اهل ژاپن، نخست‌وزیر (۲۰۰۶–۲۰۰۷، ۲۰۱۲–۲۰۲۰).[۵۲۸]
- لوئیس اچوریا، ۱۰۰، سیاست‌مدار اهل مکزیک، رئیس‌جمهور (۱۹۷۰–۱۹۷۶).[۵۲۹]
- گریگوری ایتزین، ۷۴، بازیگر اهل ایالات متحده آمریکا.[۵۳۰]
- ژوزه ادوآردو دوس سانتوس، ۷۹، سیاست‌مدار اهل آنگولا، رئیس‌جمهور (۱۹۷۹–۲۰۱۷).[۵۳۱]
- لری استورچ، ۹۹، هنرپیشه و صداپیشه اهل ایالات متحده آمریکا.[۵۳۲]
- تونی سیریکو، ۷۹، بازیگر اهل ایالات متحده آمریکا.[۵۳۳]
- فن هایفو، ۸۸، فیزیک‌دان اهل چین.[۵۳۴]

### ۹
- باربارا تامپسون، ۷۷، موسیقی‌دان و آهنگساز اهل بریتانیا.[۵۳۵]
- تامی جاکوبس، ۸۷، گلف‌باز اهل ایالات متحده آمریکا.[۵۳۶]
- ال. کیو. جونز، ۹۴، هنرپیشه و کارگردان اهل ایالات متحده آمریکا.[۵۳۷]

### ۱۰
- کن آرمسترانگ، ۶۳، بازیکن فوتبال اهل بریتانیا.[۵۳۸]
- انور چنگیز اوغلو، ۶۰، روزنامه‌نگار و مورخ اهل جمهوری آذربایجان.[۵۳۹]
- خوان روکا برونت، ۷۱، بازیکن بسکتبال اهل کوبا.[۵۴۰]
- هانس فراونفلدر، ۹۹، فیزیک‌دان و زیست‌فیزیکدان اهل ایالات متحده آمریکا.[۵۴۱]

### ۱۱
- ویکتور بنیتز، ۸۶، بازیکن فوتبال اهل پرو.[۵۴۲]
- خوزه گیرائو، ۶۳، مدیر فرهنگی و سیاست‌مدار اهل اسپانیا.[۵۴۳]
- دیانا لبکس، ۷۴، مربی، بازیگر و نویسنده اهل کوراسائو.[۵۴۴]
- مانتی نورمن، ۹۴، خواننده و آهنگساز موسیقی فیلم اهل بریتانیا.[۵۴۵]

### ۱۲
- آنتی لیتیا، ۸۴، بازیگر اهل فنلاند.[۵۴۶]

### ۱۳
- شارلوت ولاندره، ۵۳، بازیگر اهل فرانسه.[۵۴۷]

### ۱۴
- ایوانا ترامپ، ۷۳، مانکن اهل جمهوری چک و ایالات متحده آمریکا.[۵۴۸]
- کریستیان دورمر، ۸۷، هنرپیشه اهل آلمان.[۵۴۹]
- جرمانو لونگو، ۸۹، هنرپیشه اهل ایتالیا.[۵۵۰]
- فرانسیسکو مورالس برمودز، ۱۰۰، سیاست‌مدار اهل پرو، رئیس‌جمهور (۱۹۷۵–۱۹۸۰).[۵۵۱]
- یورگن هاینش، ۸۲، بازیکن فوتبال اهل آلمان شرقی.[۵۵۲]

### ۱۵
- لوردس گروبت، ۸۱، عکاس اهل مکزیک.[۵۵۳]

### ۱۶
- پاتریک مایکل، ۷۲، اقلیم‌شناس اهل ایالات متحده آمریکا.[۵۵۴]
- واکانوهانا کانجی دوم، ۶۹، کُشتی‌گیر سوموی اهل ژاپن.[۵۵۵]
- ویرا ووک، ۹۶، نویسنده، مترجم، و متخصص ادبیات اهل لهستان.[۵۵۶]

### ۱۷
- جسی دوارته، ۶۸، سیاستمدار اهل آفریقای جنوبی.[۵۵۷]
- فرانچسکو ریزو، ۷۹، بازیکن فوتبال اهل ایتالیا.[۵۵۸]
- اردن کیرال، ۸۰، کارگردان فیلم، و فیلم‌نامه‌نویس اهل ترکیه.[۵۵۹]

### ۱۸
- کلاس اولدنبوری، ۹۳، هنرمند و مجسمه‌ساز اهل سوئد.[۵۶۰]
- ربکا بالدینگ، ۷۳، هنرپیشه اهل ایالات متحده آمریکا.[۵۶۱]
- لری جفری، ۸۱، بازیکن هاکی روی یخ اهل کانادا.[۵۶۲]
- دانیل گراول، ۷۷، بازیگر، خواننده، بازیگر سینما و مدل اهل فرانسه.[۵۶۳]

### ۱۹
- روسلانا پیسانکا، ۵۶، بازیگر و فیلم‌بردار اهل اوکراین.[۵۶۴]
- ویلیام ریچرت، ۷۹، کارگردان اهل ایالات متحده آمریکا.[۵۶۵]
- مصطفی فرزانه، ۹۳، نویسندهٔ روشنفکر و متفکر اهل ایران.[۵۶۶]
- ورساند هاکوبیان، ۷۱، کارآفرین و سیاستمدار اهل ارمنستان.[۵۶۷]
- مایکل هندرسون، ۷۱، موسیقی‌دان اهل ایالات متحده آمریکا.[۵۶۸]

### ۲۰
- پیتر اینگه، بارون اینگه، ۸۶، فرد نظامی اهل بریتانیا.[۵۶۹]
- پرویز فیروزکار، ۸۳، دوبلور اهل ایران.[۵۷۰]
- جولان کلیبر-کنتسک، ۸۲، ورزشکار دو و میدانی اهل مجارستان.[۵۷۱]
- برنار لابوردت، ۷۵، دوچرخه‌سوار اهل فرانسه.[۵۷۲]
- آلیس هارننکور، ۹۱، موسیقی‌دان اهل اتریش.[۵۷۳]

### ۲۱
- میلان دووژاک، ۸۷، بازیکن فوتبال اهل جمهوری چک.[۵۷۴]
- اووه زلر، ۸۵، بازیکن فوتبال اهل آلمان.[۵۷۵]

### ۲۲
- روبر بوتینی، ۹۴، قایقران کانو اهل فرانسه.[۵۷۶]
- پیتر لوبکه، ۶۹، بازیکن فوتبال اهل آلمان.[۵۷۷]
- الکسی وادوین، ۵۹، ورزشکار واترپلو اهل روسیه.[۵۷۸]
- هیکی هاویستو، ۸۶، سیاستمدار اهل فنلاند، وزیر امور خارجه (۱۹۹۳–۱۹۹۵).[۵۷۹]

### ۲۳
- باب رافلسون، ۸۹، کارگردان، فیلم‌نامه‌نویس و تهیه‌کننده اهل ایالات متحده آمریکا.[۵۸۰]
- داین هگارتی، ۸۰، شیطان‌پرست‌ اهل ایالات متحده آمریکا.[۵۸۱]
- جری هولان، ۹۱، شناگر اهل ایالات متحده آمریکا.[۵۸۲]

### ۲۴
- کارلا کاسولا، ۷۴، هنرپیشه، صداپیشه و آهنگ‌ساز اهل ایتالیا.[۵۸۳]
- دیانا کندی، ۹۹، مؤلف کتاب‌های آشپزی اهل بریتانیا.[۵۸۴]
- دیوید وارنر، ۸۰، هنرپیشه اهل بریتانیا.[۵۸۵]

### ۲۵
- دیوید تریمبل، ۷۷، سیاست‌مدار اهل ایرلند، جایزه صلح نوبل (۱۹۹۸).[۵۸۶]
- پل سوروینو، ۸۳، هنرپیشه و کارگردان اهل ایالات متحده آمریکا.[۵۸۷]
- یوکو شیمادا، ۶۹، هنرپیشه اهل ژاپن.[۵۸۸]

### ۲۶
- اینیر آلوین، ۸۲، مؤلف، جامعه‌شناس، مددکار اجتماعی و نویسنده اهل سوئد.[۵۸۹]
- لوکاس لاندین، ۶۴، کارآفرین، مدیر اجرایی و اهالی کسب‌وکار اهل سوئد.[۵۹۰]
- جیمز لاولاک، ۱۰۳، زیست‌شناس، بوم‌شناس، فعال محیط زیست و نویسنده اهل بریتانیا.[۵۹۱]

### ۲۷
- مری آلیس، ۸۵، بازیگر اهل ایالات متحده آمریکا.[۵۹۲]
- یلیزاوتا دمنتیوا، ۹۴، قایقران کانو اهل اتحاد جماهیر شوروی سوسیالیستی.[۵۹۳]
- تونی دو، ۷۷، هنرپیشه، کارگردان، و تهیه‌کننده اهل ایالات متحده آمریکا.[۵۹۴]
- برنارد کریبینز، ۹۳، هنرپیشه و صدا پیشه اهل بریتانیا.[۵۹۵]

### ۲۸
- تری نیل، ۸۰، بازیکن فوتبال اهل بریتانیا.[۵۹۶]

### ۲۹
- عادل آذر، ۵۶، مشاور رئیس‌جمهور ایران.[۵۹۷]
- مارگوت اسکنس، ۸۲، خواننده اهل آلمان.[۵۹۸]
- یوریس هارتمانیس، ۹۴، دانشمند برجسته علوم یارانه و نظریه‌پرداز محاسباتی اهل ایالات متحده آمریکا.[۵۹۹]

### ۳۰
- پت کرول، ۹۵، هنرپیشه اهل ایالات متحده آمریکا.[۶۰۰]
- کیوشی کوبایاشی، ۸۹، هنرپیشه اهل ژاپن.[۶۰۱]
- روبرتو نوبیله، ۷۴، هنرپیشه و فیلم‌نامه‌نویس اهل ایتالیا.[۶۰۲]
- نیچل نیکولز، ۸۹، بازیگر سینما، و هنرپیشه اهل ایالات متحده آمریکا.[۶۰۳]
- جان رنزنبرینک، ۹۳، کارشناس سیاسی اهل ایالات متحده آمریکا.[۶۰۴]

### ۳۱
- جان استاینر، ۸۱، بازیگر اهل بریتانیا.[۶۰۵]
- فیدل راموس، ۹۴، سیاستمدار اهل فیلیپین، رئیس‌جمهور (۱۹۹۲–۱۹۹۸).[۶۰۶]
- بیل راسل، ۸۸، بسکتبالیست، مربی بسکتبال و گزارشگر ورزشی اهل ایالات متحده آمریکا.[۶۰۷]
- ایمن الظواهری، ۷۱، پزشک، الهی‌دان و تروریست اهل مصر.[۶۰۸]
- والرو سر، ۸۹، بازیکن فوتبال اهل اسپانیا.[۶۰۹]
- هارتموت هایدمن، ۸۱، بازیکن فوتبال اهل آلمان.[۶۱۰]

## اوت
مرگ‌ها در اوت ۲۰۲۲ آنچه در پی می‌آید فهرست افراد سرشناسی است که در اوت ۲۰۲۲ درگذشته‌اند.

### ۱
- کارلوس بلیکسن، ۸۵، بازیکن بسکتبال اهل اروگوئه.[۶۱۱]
- هانس ویلباخر، ۸۸، بازیکن فوتبال اهل آلمان.[۶۱۲]

### ۲
- وین اسکالی، ۹۴، گزارشگر ورزشی اهل ایالات متحده آمریکا.[۶۱۳]
- ملیسا بنک، ۶۱، رمان‌نویس اهل ایالات متحده آمریکا.[۶۱۴]
- برندا فیشر، ۹۵، شناگر اهل بریتانیا.[۶۱۵]

### ۳
- شرلی برت، ۶۱، کارگردان اهل استرالیا.[۶۱۶]
- ریموند دامادیان، ۸۶، فیزیک‌دان، پزشک و مخترع ارمنی-آمریکایی.[۶۱۷]
- جکی والورسکی، ۵۸، سیاستمدار اهل ایالات متحده آمریکا.[۶۱۸]
- ویلیام وه‌چی، ۷۳، بازیکن فوتبال اهل ایتالیا.[۶۱۹]

### ۵
- رابرت براکمن، ۸۱، کارآفرین اهل ایالات متحده آمریکا.[۶۲۰]
- جودیت دورهام، ۷۹، خواننده، نوازنده پیانو، و خوانندهٔ مؤلف اهل استرالیا.[۶۲۱]
- علی حیدر، ۹۰، افسر ارتش اهل سوریه.[۶۲۲]
- کلو گولگر، ۹۳، هنرپیشه و کارگردان اهل ایالات متحده آمریکا.[۶۲۳]
- جو سوارس، ۸۴، هنرپیشه، مجری، پدیدآور، و روزنامه‌نگار اهل برزیل.[۶۲۴]
- تورگینی سودربری، ۷۷، ترانه‌نویس و موسیقی‌دان اهل سوئد.[۶۲۵]
- ایسی میاکه، ۸۴، طراح مُد اهل ژاپن.[۶۲۶]

### ۶
- کارلو بونومی، ۸۵، صداپیشه و کمدین اهل ایتالیا.[۶۲۷]

### ۷
- آناتولی فیلیپچنکو، ۹۴، فضانورد اهل شوروی.[۶۲۸]
- راجر ای ماسلی، ۸۳، هنرپیشه اهل ایالات متحده آمریکا.[۶۲۹]
- دیوید مک‌کولو، ۸۹، مورخ و پدیدآور اهل ایالات متحده آمریکا.[۶۲۴]
- روستیسلاو واسلاویچک، ۷۵، بازیکن فوتبال اهل چکسلواکی.[۶۳۰]

### ۸
- بیلی لگ، ۷۴، بازیکن فوتبال اهل بریتانیا.
- زوفیا پوسمیش، ۹۸، روزنامه‌نگار، نویسنده، و فیلم‌نامه‌نویس اهل لهستان.[۶۳۱]
- لمانت دوزیر، ۸۱، موسیقی‌دان، خواننده، ترانه‌سرا و تهیه‌کننده موسیقی اهل ایالات متحده آمریکا.[۶۲۹]
- الیویا نیوتن جان، ۷۳، خواننده، بازیگر و کنشگر اهل استرالیا.[۶۳۲]

### ۹
- آلبرتو اورزان، ۹۱، بازیکن فوتبال اهل ایتالیا.[۶۳۳]
- نیکلاس اونز، ۷۲، روزنامه‌نگار، فیلم‌نامه‌نویس، تهیه‌کننده و رمان‌نویس اهل انگلستان.[۶۳۴]
- جین لبل، ۸۹، ورزشکار هنرهای رزمی ترکیبی، بازیگر، بدل‌کار و مربی اهل ایالات متحده آمریکا.[۶۳۵]
- مایلز وارن، ۹۳، معمار اهل نیوزیلند.[۶۳۶]
- اینگمار ارلاندسون، ۶۴، بازیکن فوتبال اهل سوئد.

### ۱۰
- هوشنگ ابتهاج، ۸۴، شاعر و ادیب اهل ایران.[۶۳۷]

### ۱۱
- آن هیش، ۵۳، بازیگر، کارگردان و فیلم‌نامه‌نویس اهل ایالات متحده آمریکا.

### ۱۳
- روسانا دی لورنتسو، ۸۴، بازیگر اهل ایتالیا.

### ۱۶
- ایوا-ماریا هاگن، ۸۷، خواننده و بازیگر اهل آلمان.

### ۱۸
- جوزفین تیوسن، ۹۱، هنرپیشه اهل بریتانیا.
- محمود فاطمی، ۸۱، پزشک داروساز و صدا پیشه اهل ایران.

### ۱۹
- کیومرث عباسی، ۸۰، شاعر کُرد اهل ایران.[۶۳۸]

### ۲۱
- آنابل گوتیرز، ۹۰، بازیگر اهل مکزیک.

### ۲۲
- منوچهر اسماعیلی، ۸۳، دوبلور و مدیر دوبلاژ ایرانی.

### ۲۳
- لو پیتایفسکی، ۸۹، فیزیک‌دان اهل روسیه.

### ۲۴
- جو ای. تاتا، ۸۵، هنرپیشه اهل آمریکا.
- لن داوسن، ۸۷، بازیکن فوتبال آمریکایی اهل آمریکا.
- اورلاندو د لا توره، ۷۸، بازیکن فوتبال اهل پرو.

### ۲۵
- انتسو گارینی، ۹۶، بازیگر و صدا پیشه اهل ایتالیا.
- گراتسیلا گالوانی، ۹۱، بازیگر اهل ایتالیا.
- هرمان فان اسپرینگل، ۷۹، دوچرخه سوار اهل بلژیک.
- نل نادینگز، ۹۳، فیلسوف و فمینیست آمریکایی.
- جایلز رادیس، ۸۵، سیاستمدار بریتانیایی.
- رداووان رادوویچ، ۸۶، بازیکن بسکتبال اهل یوگسلاوی.

### ۲۶
- هانا زاگورووا، ۷۵، بازیگر و خواننده اهل جمهوری چک.

### ۲۷
- میلوتین شوشکیچ، ۸۴، بازیکن فوتبال صرب‌تبار اهل یوگسلاوی.
- رابرت لوپن، ۷۶، مدیر هنری و  بازرگان اهل آمریکا.

### ۲۸
- سمی چونگ، ۹۰، بازیکن فوتبال اهل بریتانیا.

### ۲۹
- شارلبی دین، ۳۲، بازیگر و مدل اهل آفریقای جنوبی.

### ۳۱
- بیل ترنبول، ۶۶، مجری رادیو و تلویزیون و روزنامه‌نگار بریتانیایی.
- الکساندر هوروات، ۸۳، بازیکن فوتبال اهل چکسلواکی.

## سپتامبر
مرگ‌ها در سپتامبر ۲۰۲۲ آنچه در پی می‌آید فهرست افراد سرشناسی است که در سپتامبر ۲۰۲۲ درگذشته‌اند.

### ۱
- عباس معروفی، ۶۵، رمان‌نویس، نمایش‌نامه‌نویس، شاعر، ناشر و روزنامه‌نگار ایرانی.
- باربارا ارینریک، ۸۱، نویسنده و تاریخ‌نگار اهل آمریکا.

### ۲
- مانوئل دوارت، ۷۷، بازیکن فوتبال اهل پرتغال.

### ۵
- یورگن تویرکاوف، ۸۷، شمشیرباز اهل آلمان.
- هانس ادر، ۸۷، بازیکن فوتبال اهل آلمان.

### ۶
- ژوست ژکین، ۸۲، کارگردان اهل فرانسه.

### ۸
- آندش لونبرو، ۷۶، بازیگر اهل سوئد.

### ۹
- جک گینگ، ۹۰، بازیگر آمریکایی.

### ۱۱
- رولاند ریبر، ۶۸، کارگردان، تهیه کننده و بازیگر اهل آلمان.

### ۱۳
- عبدالرحمان مهداوی، ۷۲، بازیکن فوتبال اهل الجزایر.

### ۱۴
- یدالله رویایی، ۹۰، شاعر ایرانی.

### ۱۶
- مهسا امینی، ۲۱، شهروند ایرانی کشته شده در اعتراضات.

### ۲۰
- سرگئی پوسکپالیس، ۵۶، هنرپیشه اهل شوروی.
- امیل آنتونیو، ۹۴، بازیکن فوتبال اهل فرانسه.
- نیکا شاکرمی، ۱۶، شهروند ایرانی کشته شده در اعتراضات.

### ۲۱
- لیدیا آلفونسی، ۹۴، بازیگر ایتالیایی.
- حدیث نجفی، ۲۲، شهروند ایرانی کشته شده در اعتراضات.
- حنانه کیا، ۲۳، شهروند ایرانی کشته شده در اعتراضات.

### ۲۳
- جولیانو فورتوناتو، ۸۲، بازیکن فوتبال اهل ایتالیا.
- لوئیز فلچر، ۸۸، بازیگر اهل آمریکا.

### ۲۴
- امین تارخ، ۶۹، بازیگر سینما، تلویزیون و تئاتر اهل ایران.

### ۲۵
- رادووان راداکوویچ، ۵۱، بازیکن فوتبال اهل صربستان.
- آندرس پریتو، ۹۳، بازیکن فوتبال اهل شیلی.

### ۲۷
- خوزه پاچکو، ۷۵، بازیکن فوتبال اهل اسپانیا.

### ۲۹
- آلکساندرو آرشینل، ۸۲، بازیگر، صدا پیشه و کمدین اهل رومانی.

## اکتبر
مرگ‌ها در اکتبر ۲۰۲۲ آنچه در پی می‌آید فهرست افراد سرشناسی است که در اکتبر ۲۰۲۲ درگذشته‌اند.

### ۱۱
- آنجلا لنسبوری، ۹۶، بازیگر اهل انگلستان

## نوامبر
مرگ‌ها در نوامبر ۲۰۲۲ آنچه در پی می‌آید فهرست افراد سرشناسی است که در نوامبر ۲۰۲۲ درگذشته‌اند.

## دسامبر
مرگ‌ها در دسامبر ۲۰۲۲ آنچه در پی می‌آید فهرست افراد سرشناسی است که در دسامبر ۲۰۲۲ درگذشته‌اند.

### ۲
- تونی آلن، ۸۳، بازیکن فوتبال اهل بریتانیا.

### ۴
- باب مک‌گراث، ۹۰، بازیگر و خواننده اهل ایالات متحده آمریکا.

### ۵
- کرستی الی، ۷۱، بازیگر آمریکایی.

### ۸
- میودراگ یشیچ، ۶۴، مربی فوتبال و بازیکن فوتبال اهل صربستان.

### ۹
- روث ماداک، ۷۹، بازیگر اهل بریتانیا.
- سوکو شیمابوکو، ۹۶، سیاستمدار اهل ژاپن.

### ۱۵
- مایکل رید، ۹۳، فیلم‌بردار اهل بریتانیا.

### ۱۶
- سینیشا میهایلوویچ، ۵۳، بازیکن فوتبال و سرمربی فوتبال اهل صربستان.
- دانیلا جوردانو، ۷۵، بازیگر اهل ایتالیا.

### ۲۱
- دایان مک‌بین، ۸۱، هنرپیشه اهل آمریکا.

### ۲۲
- آنتون تکاچ، ۷۱، دوچرخه‌سوار اهل اسلواکی.

### ۲۳
- استیون گریف، ۷۸، بازیگر انگلیسی.
- تکسشو روخو، ۷۵، بازیکن فوتبال اهل اسپانیا.
- جرج کوهن، ۸۳، بازیکن فوتبال اهل انگلستان.

### ۲۷
- آندژی ایوان، ۶۳، بازیکن فوتبال اهل لهستان.

### ۲۹
- ادسون آرانتس دو ناسیمنتو ملقب به پله، ۸۲، بازیکن سابق فوتبال اهل برزیل.

### ۳۱
- پاپ بندیکت شانزدهم، ۹۵، پاپ کلیسای کاتولیک بین ۱۹ آوریل ۲۰۰۵ تا ۲۸ فوریه ۲۰۱۳، اهل کشور آلمان.